# Liste des monuments historiques de la Haute-Marne
Cet article recense les monuments historiques de la Haute-Marne, en France.

## Statistiques
Au 21 juillet 2025, la Haute-Marne compte 432 édifices comportant au moins une protection au titre des monuments historiques, dont 103 sont classés et 333 sont inscrits. Le total des monuments classés et inscrits est supérieur au nombre total de monuments protégés car plusieurs d'entre eux sont à la fois classés et inscrits.
- Haut – A
- B
- C
- D
- E
- F
- G
- H
- I
- J
- K
- L
- M
- N
- O
- P
- Q
- R
- S
- T
- U
- V
- W
- X
- Y
- Z

## Liste
Du fait du nombre de protections dans certaines communes, elles font l'objet d'un article dédié :
- pour Chaumont, voir la liste des monuments historiques de Chaumont,
- pour Langres, voir la liste des monuments historiques de Langres.

| Monument                                                         | Commune                                           | Adresse                                                                  | Coordonnées                                      | Notice                                           | Protection                                       | Date                                             | Illustration                                                   |
| ---------------------------------------------------------------- | ------------------------------------------------- | ------------------------------------------------------------------------ | ------------------------------------------------ | ------------------------------------------------ | ------------------------------------------------ | ------------------------------------------------ | -------------------------------------------------------------- |
| Croix de cimetière d'Ageville                                    | Ageville                                          |                                                                          | 48° 06′ 32″ nord, 5° 21′ 27″ est                 | « PA00078930 »                                   | Inscrit                                          | 1928                                             | Croix de cimetière d'Ageville                                  |
| Église Saint-Gengoulf d'Ageville                                 | Ageville                                          |                                                                          | 48° 06′ 32″ nord, 5° 21′ 29″ est                 | « PA00078931 »                                   | Inscrit                                          | 1928                                             | Église Saint-Gengoulf d'Ageville                               |
| Église Saint-Sébastien d'Aigremont                               | Aigremont                                         |                                                                          | 48° 00′ 58″ nord, 5° 43′ 01″ est                 | « PA00078932 »                                   | Inscrit                                          | 1926                                             | Église Saint-Sébastien d'Aigremont                             |
| Abbaye royale Saint-Nicolas de Septfontaines                     | Andelot-Blancheville                              |                                                                          | 48° 14′ 35″ nord, 5° 17′ 50″ est                 | « PA00078933 »                                   | Inscrit                                          | 1925                                             | Abbaye royale Saint-Nicolas de Septfontaines                   |
| Église Saint-Louvent d'Andelot                                   | Andelot-Blancheville                              |                                                                          | 48° 14′ 34″ nord, 5° 17′ 51″ est                 | « PA00078934 »                                   | Inscrit                                          | 1925                                             | Église Saint-Louvent d'Andelot                                 |
| Villa gallo-romaine d'Andilly-en-Bassigny                        | Andilly-en-Bassigny                               | Charge-d'eau                                                             | 47° 55′ 51″ nord, 5° 30′ 48″ est                 | « PA00078935 »                                   | Classé                                           | 1986                                             | Villa gallo-romaine d'Andilly-en-Bassigny                      |
| Église Saint-Pierre d'Annonville                                 | Annonville                                        |                                                                          | 48° 23′ 03″ nord, 5° 16′ 14″ est                 | « PA00078936 »                                   | Inscrit                                          | 1925                                             | Image manquante Téléverser                                     |
| Croix d'Anrosey                                                  | Anrosey                                           |                                                                          | 47° 50′ 08″ nord, 5° 40′ 24″ est                 | « PA00078937 »                                   | Inscrit                                          | 1929                                             | Image manquante Téléverser                                     |
| Église Saint-Pierre-ès-Liens d'Arbot                             | Arbot                                             |                                                                          | 47° 50′ 58″ nord, 5° 00′ 36″ est                 | « PA00079216 »                                   | Classé                                           | 1913                                             | Église Saint-Pierre-ès-Liens d'Arbot                           |
| Château                                                          | Arc-en-Barrois                                    |                                                                          | 47° 56′ 51″ nord, 5° 00′ 25″ est                 | « PA52000035 »                                   | Inscrit                                          | 2015                                             | Château                                                        |
| Église Saint-Martin d'Arc-en-Barrois                             | Arc-en-Barrois                                    |                                                                          | 47° 56′ 52″ nord, 5° 00′ 25″ est                 | « PA00078939 »                                   | Inscrit                                          | 1928                                             | Église Saint-Martin d'Arc-en-Barrois                           |
| Maison                                                           | Arc-en-Barrois                                    | Derrière l'hôtel de ville                                                | 47° 56′ 55″ nord, 5° 00′ 28″ est                 | « PA00078941 »                                   | Inscrit                                          | 1925                                             | Maison                                                         |
| Abbaye de Longuay                                                | Aubepierre-sur-Aube                               |                                                                          | 47° 55′ 14″ nord, 4° 54′ 37″ est                 | « PA00078938 » « PA52000038 »                    | classé                                           | 2019                                             | Abbaye de Longuay                                              |
| Église Saint-Martin                                              | Aubepierre-sur-Aube                               |                                                                          | 47° 54′ 55″ nord, 4° 56′ 06″ est                 | « PA00078940 »                                   | Inscrit                                          | 1928                                             | Église Saint-Martin                                            |
| Abbaye d'Auberive                                                | Auberive                                          |                                                                          | 47° 47′ 19″ nord, 5° 03′ 39″ est                 | « PA00078942 »                                   | Classé Inscrit                                   | 1956 2004                                        | Abbaye d'Auberive                                              |
| Croix du Courroix                                                | Auberive                                          |                                                                          | 47° 44′ 43″ nord, 5° 00′ 55″ est                 | « PA00078943 »                                   | Inscrit                                          | 1925                                             | Image manquante Téléverser                                     |
| Fontaine d'Aujeurres                                             | Aujeurres                                         |                                                                          | 47° 44′ 27″ nord, 5° 11′ 03″ est                 | « PA00078944 »                                   | Inscrit                                          | 1929                                             | Fontaine d'Aujeurres                                           |
| Château d'Autreville-sur-la-Renne                                | Autreville-sur-la-Renne                           | 5 rue de la Pompadour                                                    | 48° 06′ 55″ nord, 4° 58′ 34″ est                 | « PA52000021 »                                   | Inscrit                                          | 2004                                             | Image manquante Téléverser                                     |
| Église Saint-Vinebaud d'Avrecourt                                | Avrecourt                                         |                                                                          | 47° 57′ 45″ nord, 5° 32′ 17″ est                 | « PA52000024 »                                   | Inscrit                                          | 2004                                             | Image manquante Téléverser                                     |
| Croix de Baissey                                                 | Baissey                                           |                                                                          | 47° 45′ 08″ nord, 5° 15′ 13″ est                 | « PA00079069 »                                   | Inscrit                                          | 1927                                             | Croix de Baissey                                               |
| Église Saint-Pierre-ès-Liens de Baissey                          | Baissey                                           |                                                                          | 47° 45′ 09″ nord, 5° 15′ 07″ est                 | « PA52000001 »                                   | Inscrit                                          | 1996                                             | Église Saint-Pierre-ès-Liens de Baissey                        |
| Maison Renaissance                                               | Baissey                                           |                                                                          | 47° 45′ 09″ nord, 5° 15′ 17″ est                 | « PA00079070 »                                   | Inscrit                                          | 1977                                             | Image manquante Téléverser                                     |
| Moulin de Baissey                                                | Baissey                                           |                                                                          | 47° 45′ 10″ nord, 5° 15′ 11″ est                 | « PA52000002 »                                   | Inscrit                                          | 1996                                             | Moulin de Baissey                                              |
| Croix de chemin de Balesmes-sur-Marne                            | Balesmes-sur-Marne                                |                                                                          | 47° 49′ 16″ nord, 5° 22′ 42″ est                 | « PA00078945 »                                   | Classé                                           | 1909                                             | Image manquante Téléverser                                     |
| Église Notre-Dame-en-son-Assomption de Balesmes-sur-Marne        | Balesmes-sur-Marne                                |                                                                          | 47° 49′ 15″ nord, 5° 22′ 24″ est                 | « PA00078946 »                                   | Classé                                           | 1909                                             | Image manquante Téléverser                                     |
| Église Saint-Barthélemy de Bassoncourt                           | Bassoncourt                                       |                                                                          | 48° 04′ 04″ nord, 5° 33′ 30″ est                 | « PA00078947 »                                   | Inscrit                                          | 1925                                             | Image manquante Téléverser                                     |
| Église Saint-Bénigne-Saint-Louvent de Baudrecourt                | Baudrecourt                                       |                                                                          | 48° 23′ 40″ nord, 4° 57′ 54″ est                 | « PA00125384 »                                   | Inscrit                                          | 1993                                             | Image manquante Téléverser                                     |
| Église de la Conversion-de-Saint-Paul de Prez-sur-Marne          | Bayard-sur-Marne                                  |                                                                          | 48° 33′ 41″ nord, 5° 03′ 10″ est                 | « PA00078949 »                                   | Inscrit                                          | 1925                                             | Église de la Conversion-de-Saint-Paul de Prez-sur-Marne        |
| Église Saint-Hippolyte de Bay-sur-Aube                           | Bay-sur-Aube                                      |                                                                          | 47° 49′ 13″ nord, 5° 03′ 45″ est                 | « PA00078948 »                                   | Classé                                           | 1906                                             | Église Saint-Hippolyte de Bay-sur-Aube                         |
| Abbaye de Belmont                                                | Belmont                                           | Rue de l'Abbaye                                                          | 47° 43′ 21″ nord, 5° 32′ 45″ est                 | « PA52000022 »                                   | Inscrit                                          | 2004                                             | Abbaye de Belmont                                              |
| Croix de cimetière de Blaisy                                     | Blaisy                                            |                                                                          | 48° 10′ 23″ nord, 4° 59′ 47″ est                 | « PA00078950 »                                   | Inscrit                                          | 1929                                             | Croix de cimetière de Blaisy                                   |
| Église Notre-Dame de Blécourt                                    | Blécourt                                          |                                                                          | 48° 22′ 50″ nord, 5° 05′ 02″ est                 | « PA00078951 »                                   | Classé                                           | 1862                                             | Église Notre-Dame de Blécourt                                  |
| Château de Marault                                               | Bologne                                           |                                                                          | 48° 11′ 13″ nord, 5° 06′ 15″ est                 | « PA00078952 »                                   | Inscrit                                          | 2007                                             | Image manquante Téléverser                                     |
| Église Sainte-Bologne de Bologne                                 | Bologne                                           |                                                                          | 48° 12′ 08″ nord, 5° 08′ 30″ est                 | « PA00078953 »                                   | Inscrit                                          | 1928                                             | Église Sainte-Bologne de Bologne                               |
| Croix de la route de Martigny                                    | Bonnecourt                                        | Route de Martigny                                                        | 47° 57′ 12″ nord, 5° 28′ 54″ est                 | « PA00078954 »                                   | Inscrit                                          | 1926                                             | Image manquante Téléverser                                     |
| Église Notre-Dame-de-l'Assomption de Bourbonne-les-Bains         | Bourbonne-les-Bains                               | Place de Verdun                                                          | 47° 57′ 11″ nord, 5° 44′ 51″ est                 | « PA00078955 »                                   | Classé                                           | 1875                                             | Église Notre-Dame-de-l'Assomption de Bourbonne-les-Bains       |
| Église de Villars-Saint-Marcellin                                | Bourbonne-les-Bains                               | Villars-Saint-Marcellin                                                  | 47° 56′ 08″ nord, 5° 47′ 25″ est                 | « PA00078956 »                                   | Classé                                           | 1846                                             | Église de Villars-Saint-Marcellin                              |
| Ruines gallo-romaines de Bourbonne-les-Bains                     | Bourbonne-les-Bains                               | Parc de l'établissement thermal                                          | 47° 57′ 00″ nord, 5° 44′ 48″ est                 | « PA00078957 »                                   | Inscrit                                          | 1925                                             | Ruines gallo-romaines de Bourbonne-les-Bains                   |
| Abbaye de la Crête                                               | Bourdons-sur-Rognon                               |                                                                          | 48° 12′ 27″ nord, 5° 19′ 06″ est                 | « PA00078958 »                                   | Inscrit Classé                                   | 1988 1991                                        | Abbaye de la Crête                                             |
| Église Notre-Dame-en-son-Assomption de Bourdons-sur-Rognon       | Bourdons-sur-Rognon                               |                                                                          | 48° 09′ 58″ nord, 5° 20′ 58″ est                 | « PA00078959 »                                   | Inscrit                                          | 1925                                             | Image manquante Téléverser                                     |
| Église Notre-Dame-de-la-Nativité de Bourg-Sainte-Marie           | Bourg-Sainte-Marie                                |                                                                          | 48° 10′ 47″ nord, 5° 33′ 28″ est                 | « PA00078960 »                                   | Inscrit                                          | 1987                                             | Image manquante Téléverser                                     |
| Église Notre-Dame de Bourmont                                    | Bourmont                                          |                                                                          | 48° 11′ 35″ nord, 5° 35′ 19″ est                 | « PA00078962 »                                   | Inscrit                                          | 1980                                             | Église Notre-Dame de Bourmont                                  |
| Église Saint-Martin de Gonaincourt                               | Bourmont-entre-Meuse-et-Mouzon (Gonaincourt)      |                                                                          | 48° 12′ 37″ nord, 5° 35′ 56″ est                 | « PA00078961 »                                   | Inscrit                                          | 1925                                             | Image manquante Téléverser                                     |
| Maison Renaissance                                               | Bourmont                                          |                                                                          | 48° 11′ 35″ nord, 5° 35′ 17″ est                 | « PA00078963 »                                   | Inscrit                                          | 1925                                             | Image manquante Téléverser                                     |
| Église Saint-Loup de Brainville-sur-Meuse                        | Brainville-sur-Meuse                              |                                                                          | 48° 10′ 42″ nord, 5° 35′ 15″ est                 | « PA00078964 »                                   | Inscrit                                          | 1929                                             | Église Saint-Loup de Brainville-sur-Meuse                      |
| Pont de Brainville-sur-Meuse                                     | Brainville-sur-Meuse                              | C.D. 119                                                                 | 48° 10′ 53″ nord, 5° 34′ 23″ est                 | « PA52000003 »                                   | Inscrit                                          | 1996                                             | Image manquante Téléverser                                     |
| Croix de cimetière de Braux-le-Châtel                            | Braux-le-Châtel                                   |                                                                          | 48° 05′ 58″ nord, 4° 56′ 40″ est                 | « PA00078965 »                                   | Inscrit                                          | 1940                                             | Image manquante Téléverser                                     |
| Église Saint-Antoine de Braux-le-Châtel                          | Braux-le-Châtel                                   |                                                                          | 48° 05′ 58″ nord, 4° 56′ 41″ est                 | « PA00078966 »                                   | Inscrit                                          | 1928                                             | Église Saint-Antoine de Braux-le-Châtel                        |
| Fontaine gallo-romaine de Braux-le-Châtel                        | Braux-le-Châtel                                   |                                                                          | 48° 06′ 00″ nord, 4° 56′ 24″ est                 | « PA00078967 »                                   | Classé                                           | 1915                                             | Fontaine gallo-romaine de Braux-le-Châtel                      |
| Croix de carrefour de Brennes                                    | Brennes                                           |                                                                          | 47° 47′ 44″ nord, 5° 16′ 36″ est                 | « PA00078968 »                                   | Classé                                           | 1901                                             | Croix de carrefour de Brennes                                  |
| Église Saint-Didier de Brennes                                   | Brennes                                           |                                                                          | 47° 47′ 46″ nord, 5° 16′ 47″ est                 | « PA00078969 »                                   | Inscrit                                          | 1925                                             | Église Saint-Didier de Brennes                                 |
| Église Notre-Dame-de-l'Assomption de Brethenay                   | Brethenay                                         |                                                                          | 48° 09′ 20″ nord, 5° 08′ 10″ est                 | « PA00078970 »                                   | Inscrit                                          | 1925                                             | Église Notre-Dame-de-l'Assomption de Brethenay                 |
| Croix de Breuvannes-en-Bassigny                                  | Breuvannes-en-Bassigny                            |                                                                          | à géolocaliser                                   | « PA00078974 »                                   | Inscrit                                          | 1928                                             | Image manquante Téléverser                                     |
| Croix de chemin de Breuvannes-en-Bassigny                        | Breuvannes-en-Bassigny                            | Rue Neuve Colombey-lès-Choiseul                                          | 48° 04′ 00″ nord, 5° 37′ 32″ est                 | « PA00078971 »                                   | Classé                                           | 1909                                             | Image manquante Téléverser                                     |
| Croix de la route de Breuvannes                                  | Breuvannes-en-Bassigny                            | Route de Breuvannes                                                      | 48° 04′ 07″ nord, 5° 37′ 29″ est                 | « PA00078973 »                                   | Classé                                           | 1931                                             | Image manquante Téléverser                                     |
| Croix de Saint-Martin                                            | Breuvannes-en-Bassigny                            |                                                                          | 48° 04′ 00″ nord, 5° 37′ 32″ est                 | « PA00078972 »                                   | Classé                                           | 1903                                             | Image manquante Téléverser                                     |
| Église Saint-Martin de Breuvannes-en-Bassigny                    | Breuvannes-en-Bassigny                            |                                                                          | 48° 05′ 37″ nord, 5° 36′ 37″ est                 | « PA00078975 »                                   | Classé                                           | 1944                                             | Église Saint-Martin de Breuvannes-en-Bassigny                  |
| Château de Briaucourt                                            | Briaucourt                                        |                                                                          | 48° 12′ 42″ nord, 5° 11′ 18″ est                 | « PA00078976 »                                   | Inscrit                                          | 1981                                             | Château de Briaucourt                                          |
| Église Saint-Pierre-ès-Liens de Bricon                           | Bricon                                            |                                                                          | 48° 04′ 57″ nord, 4° 58′ 46″ est                 | « PA00078977 »                                   | Inscrit                                          | 1987                                             | Église Saint-Pierre-ès-Liens de Bricon                         |
| Église Saint-Èvre de Buxières-lès-Clefmont                       | Buxières-lès-Clefmont                             |                                                                          | 48° 05′ 38″ nord, 5° 27′ 32″ est                 | « PA00078978 »                                   | Inscrit                                          | 1929                                             | Image manquante Téléverser                                     |
| Croix de cimetière de Ceffonds                                   | Ceffonds                                          | Placître devant l'église                                                 | 48° 28′ 17″ nord, 4° 45′ 48″ est                 | « PA00078979 »                                   | Classé                                           | 1909                                             | Croix de cimetière de Ceffonds                                 |
| Église Saint-Remy de Ceffonds                                    | Ceffonds                                          |                                                                          | 48° 28′ 16″ nord, 4° 45′ 51″ est                 | « PA00078980 »                                   | Classé                                           | 1862                                             | Église Saint-Remy de Ceffonds                                  |
| Maison                                                           | Ceffonds                                          | 6 rue du Grenier à Sel                                                   | 48° 28′ 19″ nord, 4° 45′ 47″ est                 | « PA00078982 »                                   | Inscrit                                          | 1928                                             | Image manquante Téléverser                                     |
| Maison à pans de bois                                            | Ceffonds                                          |                                                                          | 48° 28′ 17″ nord, 4° 45′ 50″ est                 | « PA00078981 »                                   | Inscrit                                          | 1939                                             | Maison à pans de bois                                          |
| Croix de Celles-en-Bassigny                                      | Celles-en-Bassigny                                | Route d'Andilly                                                          | 47° 54′ 59″ nord, 5° 32′ 21″ est                 | « PA00078983 »                                   | Inscrit                                          | 1927                                             | Image manquante Téléverser                                     |
| Croix de cimetière de Celles-en-Bassigny                         | Celles-en-Bassigny                                |                                                                          | 47° 54′ 53″ nord, 5° 32′ 31″ est                 | « PA00078984 »                                   | Inscrit                                          | 1920                                             | Image manquante Téléverser                                     |
| Église Saint-Maur-et-Sainte-Catherine de Celsoy                  | Celsoy                                            |                                                                          | 47° 51′ 37″ nord, 5° 28′ 38″ est                 | « PA00078985 »                                   | Classé                                           | 1909                                             | Église Saint-Maur-et-Sainte-Catherine de Celsoy                |
| Ferme de Froideau                                                | Cerisières                                        |                                                                          | 48° 17′ 53″ nord, 5° 03′ 44″ est                 | « PA00078986 »                                   | Inscrit                                          | 1981                                             | Image manquante Téléverser                                     |
| Château de Chalancey                                             | Chalancey                                         | Rue de la Magdeleine Rue Basse Rue de l'Aiguillon                        | 47° 40′ 38″ nord, 5° 08′ 29″ est                 | « PA00078987 »                                   | Inscrit                                          | 1982                                             | Château de Chalancey                                           |
| Église Sainte-Madeleine de Chalancey                             | Chalancey                                         |                                                                          | 47° 40′ 37″ nord, 5° 08′ 23″ est                 | « PA00078988 »                                   | Inscrit                                          | 1925                                             | Église Sainte-Madeleine de Chalancey                           |
| Fort Vercingétorix de Cognelot                                   | Chalindrey                                        | rue de Langres                                                           | 47° 48′ 25″ nord, 5° 24′ 19″ est                 | « PA52000032 »                                   | Inscrit                                          | 2011                                             | Fort Vercingétorix de Cognelot                                 |
| Pigeonnier de Chalindrey                                         | Chalindrey                                        |                                                                          | 47° 48′ 11″ nord, 5° 25′ 38″ est                 | « PA00078989 »                                   | Inscrit                                          | 1975                                             | Image manquante Téléverser                                     |
| Église Saint-Martin de Choignes                                  | Chamarandes-Choignes                              |                                                                          | 48° 06′ 28″ nord, 5° 10′ 16″ est                 | « PA00078990 »                                   | Inscrit                                          | 1928                                             | Église Saint-Martin de Choignes                                |
| Croix de la route de Langres                                     | Champigny-lès-Langres                             | Route de Langres                                                         | 47° 53′ 21″ nord, 5° 20′ 46″ est                 | « PA00078991 »                                   | Inscrit                                          | 1927                                             | Croix de la route de Langres                                   |
| Église Saint-Sébastien de Champigny-lès-Langres                  | Champigny-lès-Langres                             |                                                                          | 47° 53′ 35″ nord, 5° 20′ 44″ est                 | « PA00078992 »                                   | Inscrit                                          | 1926                                             | Église Saint-Sébastien de Champigny-lès-Langres                |
| Église Saint-Maurice de Bussières-lès-Belmont                    | Champsevraine                                     |                                                                          | 47° 44′ 45″ nord, 5° 33′ 02″ est                 | « PA00078993 »                                   | Inscrit                                          | 1926                                             | Image manquante Téléverser                                     |
| Château de Changey                                               | Changey                                           |                                                                          | 47° 55′ 36″ nord, 5° 23′ 06″ est                 | « PA00132590 »                                   | Inscrit                                          | 1994                                             | Image manquante Téléverser                                     |
| Église Saint-Rémi de Changey                                     | Changey                                           |                                                                          | 47° 55′ 34″ nord, 5° 23′ 07″ est                 | « PA00078994 »                                   | Inscrit                                          | 1927                                             | Image manquante Téléverser                                     |
| Château de Charmes-en-l'Angle                                    | Charmes-en-l'Angle                                |                                                                          | 48° 22′ 24″ nord, 5° 00′ 19″ est                 | « PA00078995 »                                   | Inscrit                                          | 1934                                             | Image manquante Téléverser                                     |
| Église Notre-Dame-en-son-Assomption de Chassigny                 | Chassigny                                         |                                                                          | 47° 42′ 58″ nord, 5° 22′ 23″ est                 | « PA00078998 »                                   | Classé                                           | 1941                                             | Église Notre-Dame-en-son-Assomption de Chassigny               |
| Grille en fer forgé provenant du chœur de l'abbaye de Morimond   | Chassigny                                         | Place du Prieuré                                                         | 47° 42′ 44″ nord, 5° 22′ 49″ est                 | « PA00079000 »                                   | Inscrit                                          | 1987                                             | Image manquante Téléverser                                     |
| Chapelle de la Trinité de Châteauvillain                         | Châteauvillain                                    | Rue de Bar-sur-Aube                                                      | 48° 02′ 12″ nord, 4° 54′ 47″ est                 | « PA00079001 »                                   | Inscrit                                          | 1974                                             | Image manquante Téléverser                                     |
| Château de Châteauvillain                                        | Châteauvillain                                    | Rue du Vieux-Bourg Rue des Récollets Rue du Parc Rue du Duc-de-Vitry     | 48° 02′ 16″ nord, 4° 55′ 10″ est                 | « PA00079002 »                                   | Inscrit                                          | 1983                                             | Image manquante Téléverser                                     |
| Pigeonnier du château de Châteauvillain                          | Châteauvillain                                    |                                                                          | 48° 02′ 07″ nord, 4° 55′ 13″ est                 | « PA52000040 »                                   | Inscrit                                          | 2019                                             | Image manquante Téléverser                                     |
| Église Notre-Dame-de-l'Assomption de Châteauvillain              | Châteauvillain                                    |                                                                          | 48° 02′ 06″ nord, 4° 55′ 09″ est                 | « PA00079003 »                                   | Classé Inscrit                                   | 1972                                             | Église Notre-Dame-de-l'Assomption de Châteauvillain            |
| Hôtel de ville de Châteauvillain                                 | Châteauvillain                                    |                                                                          | 48° 02′ 06″ nord, 4° 55′ 07″ est                 | « PA00079004 »                                   | Inscrit                                          | 1938                                             | Hôtel de ville de Châteauvillain                               |
| Maison de la Prévôté                                             | Châteauvillain                                    | 21 rue du Duc-de-Vitry                                                   | 48° 02′ 10″ nord, 4° 55′ 05″ est                 | « PA52000020 »                                   | Inscrit                                          | 2003                                             | Maison de la Prévôté                                           |
| Église Saint-Symphorien de Pouilly-en-Bassigny                   | Le Châtelet-sur-Meuse                             |                                                                          | 47° 58′ 57″ nord, 5° 37′ 39″ est                 | « PA00079005 »                                   | Classé                                           | 1913                                             | Église Saint-Symphorien de Pouilly-en-Bassigny                 |
| Presbytère du Châtelet-sur-Meuse                                 | Le Châtelet-sur-Meuse                             |                                                                          | 47° 58′ 56″ nord, 5° 37′ 41″ est                 | « PA00079006 »                                   | Inscrit                                          | 1925                                             | Presbytère du Châtelet-sur-Meuse                               |
| Croix de Chatenay-Mâcheron                                       | Chatenay-Mâcheron                                 | 17 rue du Four                                                           | 47° 50′ 49″ nord, 5° 23′ 59″ est                 | « PA00079007 »                                   | Inscrit                                          | 1925                                             | Image manquante Téléverser                                     |
|                                                                  | Chaumont                                          | Voir liste des monuments historiques de Chaumont                         | Voir liste des monuments historiques de Chaumont | Voir liste des monuments historiques de Chaumont | Voir liste des monuments historiques de Chaumont | Voir liste des monuments historiques de Chaumont | Voir liste des monuments historiques de Chaumont               |
| Croix de la route de Coiffy                                      | Chézeaux                                          | Route de Coiffy                                                          | 47° 52′ 36″ nord, 5° 39′ 05″ est                 | « PA00079249 »                                   | Inscrit                                          | 1929                                             | Image manquante Téléverser                                     |
| Église Notre-Dame-en-son-Assomption de Choilley                  | Choilley-Dardenay                                 |                                                                          | 47° 39′ 45″ nord, 5° 21′ 13″ est                 | « PA00079028 »                                   | Inscrit                                          | 1927                                             | Image manquante Téléverser                                     |
| Église Notre-Dame-de-l'Assomption de Choiseul                    | Choiseul                                          |                                                                          | 48° 03′ 30″ nord, 5° 34′ 09″ est                 | « PA00079029 »                                   | Inscrit                                          | 1928                                             | Église Notre-Dame-de-l'Assomption de Choiseul                  |
| Château de Cirey-sur-Blaise                                      | Cirey-sur-Blaise                                  |                                                                          | 48° 19′ 47″ nord, 4° 56′ 24″ est                 | « PA00079030 »                                   | Classé Inscrit                                   | 1981                                             | Château de Cirey-sur-Blaise                                    |
| Pont de Cirey-sur-Blaise                                         | Cirey-sur-Blaise                                  |                                                                          | 48° 19′ 54″ nord, 4° 56′ 24″ est                 | « PA52000004 »                                   | Inscrit                                          | 1993                                             | Pont de Cirey-sur-Blaise                                       |
| Château de Morteau                                               | Cirey-lès-Mareilles                               | Morteau                                                                  | 48° 13′ 28″ nord, 5° 18′ 49″ est                 | « PA52000028 »                                   | Classé                                           | 2010                                             | Château de Morteau                                             |
| Église Saint-Sulpice de Morteau                                  | Cirey-lès-Mareilles                               |                                                                          | 48° 13′ 24″ nord, 5° 18′ 42″ est                 | « PA52000029 »                                   | Inscrit                                          | 2010                                             | Image manquante Téléverser                                     |
| Château de Clefmont                                              | Clefmont                                          |                                                                          | 48° 05′ 46″ nord, 5° 30′ 42″ est                 | « PA00079032 »                                   | Inscrit                                          | 1928                                             | Château de Clefmont                                            |
| Église Saint-Thibaut de Clefmont                                 | Clefmont                                          |                                                                          | 48° 05′ 47″ nord, 5° 30′ 48″ est                 | « PA00079031 »                                   | Classé                                           | 1913                                             | Église Saint-Thibaut de Clefmont                               |
| Fontaine-lavoir de Cohons                                        | Cohons                                            |                                                                          | 47° 47′ 20″ nord, 5° 20′ 30″ est                 | « PA00079033 »                                   | Inscrit                                          | 1986                                             | Image manquante Téléverser                                     |
| Maison de Monsieur Drouot-Guidor                                 | Cohons                                            | Rue du Mont                                                              | 47° 47′ 21″ nord, 5° 20′ 34″ est                 | « PA00079034 »                                   | Inscrit                                          | 1925                                             | Image manquante Téléverser                                     |
| Jardin de Silière et sa demeure                                  | Cohons                                            | 5 rue Varinot, 52600 Cohons                                              | 47° 47′ 24″ nord, 5° 20′ 54″ est                 | « PA00079035 »                                   | Inscrit                                          | 1986                                             | Jardin de Silière et sa demeure                                |
| Vestiges préhistoriques du Bois de Vergentière                   | Cohons                                            | Bois de Vergentière                                                      | 47° 47′ 11″ nord, 5° 19′ 44″ est                 | « PA00079297 »                                   | Inscrit                                          | 1990                                             | Vestiges préhistoriques du Bois de Vergentière                 |
| Église de la Vierge-en-sa-Nativité de Coiffy-le-Bas              | Coiffy-le-Bas                                     |                                                                          | 47° 54′ 57″ nord, 5° 40′ 39″ est                 | « PA00079036 »                                   | Inscrit                                          | 1927                                             | Image manquante Téléverser                                     |
| Hôtel de ville de Coiffy-le-Bas                                  | Coiffy-le-Bas                                     |                                                                          | 47° 54′ 53″ nord, 5° 40′ 31″ est                 | « PA00079037 »                                   | Inscrit                                          | 1929                                             | Image manquante Téléverser                                     |
| Villa gallo-romaine de Colmier-le-Bas                            | Colmier-le-Bas                                    | Aux Belnais                                                              | 47° 46′ 24″ nord, 4° 55′ 29″ est                 | « PA00079292 »                                   | Inscrit                                          | 1990                                             | Image manquante Téléverser                                     |
| La Boisserie                                                     | Colombey les Deux Églises                         | 1 rue du Général-de-Gaulle                                               | 48° 13′ 08″ nord, 4° 53′ 00″ est                 | « PA52000023 »                                   | Inscrit                                          | 2004                                             | La Boisserie                                                   |
| Château de Blaise                                                | Colombey les Deux Églises                         |                                                                          | 48° 17′ 01″ nord, 4° 58′ 04″ est                 | « PA00079038 »                                   | Inscrit                                          | 1987                                             | Image manquante Téléverser                                     |
| Église Notre-Dame-de-l'Assomption de Colombey-les-Deux-Églises   | Colombey les Deux Églises                         |                                                                          | 48° 13′ 20″ nord, 4° 53′ 07″ est                 | « PA00079039 »                                   | Classé                                           | 1913                                             | Église Notre-Dame-de-l'Assomption de Colombey-les-Deux-Églises |
| Église Saint-Michel de Blaise                                    | Colombey les Deux Églises                         |                                                                          | 48° 16′ 54″ nord, 4° 58′ 13″ est                 | « PA00079040 »                                   | Inscrit                                          | 1925                                             | Église Saint-Michel de Blaise                                  |
| Pont sur la Marne                                                | Condes                                            |                                                                          | 48° 08′ 37″ nord, 5° 09′ 07″ est                 | « PA00079042 »                                   | Inscrit                                          | 1984                                             | Pont sur la Marne                                              |
| Chapelle romane (ancienne) sur le chemin de Consigny à Clinchamp | Consigny                                          | Chemin de Consigny à Clinchamp                                           | 48° 10′ 08″ nord, 5° 24′ 59″ est                 | « PA00079043 »                                   | Classé                                           | 1925                                             | Image manquante Téléverser                                     |
| Église Saint-Pierre de Coublanc                                  | Coublanc                                          |                                                                          | 47° 41′ 32″ nord, 5° 27′ 47″ est                 | « PA00135313 »                                   | Inscrit                                          | 1995                                             | Église Saint-Pierre de Coublanc                                |
| Lanterne des morts de Coublanc                                   | Coublanc                                          |                                                                          | 47° 41′ 31″ nord, 5° 27′ 45″ est                 | « PA00078997 »                                   | Classé                                           | 1965                                             | Image manquante Téléverser                                     |
| Croix de carrefour de Curel                                      | Curel                                             |                                                                          | 48° 29′ 28″ nord, 5° 08′ 13″ est                 | « PA00079044 »                                   | Classé                                           | 1909                                             | Image manquante Téléverser                                     |
| Chapelle de Trestondans                                          | Cusey                                             |                                                                          | 47° 36′ 17″ nord, 5° 21′ 11″ est                 | « PA00079045 »                                   | Inscrit                                          | 1939                                             | Image manquante Téléverser                                     |
| Château de Cusey                                                 | Cusey                                             |                                                                          | 47° 37′ 51″ nord, 5° 20′ 28″ est                 | « PA00079046 »                                   | Inscrit                                          | 1970                                             | Château de Cusey                                               |
| Château de Dampierre                                             | Dampierre                                         |                                                                          | 47° 57′ 15″ nord, 5° 23′ 33″ est                 | « PA00079157 »                                   | Inscrit                                          | 1981                                             | Image manquante Téléverser                                     |
| Église Saint-Pierre-ès-Liens de Dancevoir                        | Dancevoir                                         |                                                                          | 47° 55′ 42″ nord, 4° 52′ 53″ est                 | « PA00079293 »                                   | Inscrit                                          | 1990                                             | Église Saint-Pierre-ès-Liens de Dancevoir                      |
| Maison Louis                                                     | Dancevoir                                         |                                                                          | 47° 55′ 40″ nord, 4° 52′ 49″ est                 | « PA00125385 »                                   | Inscrit                                          | 1993                                             | Maison Louis                                                   |
| Église Saint-Martin de Darmannes                                 | Darmannes                                         |                                                                          | 48° 10′ 07″ nord, 5° 12′ 58″ est                 | « PA00079047 »                                   | Classé                                           | 1932                                             | Église Saint-Martin de Darmannes                               |
| Château de Dinteville                                            | Dinteville                                        |                                                                          | 48° 01′ 59″ nord, 4° 48′ 17″ est                 | « PA00079048 »                                   | Inscrit                                          | 1971                                             | Château de Dinteville                                          |
| Église Saint-Benigne de Domblain                                 | Domblain                                          |                                                                          | 48° 28′ 18″ nord, 4° 59′ 33″ est                 | « PA00079050 »                                   | Classé                                           | 1992                                             | Image manquante Téléverser                                     |
| Croix de Dommarien                                               | Dommarien                                         |                                                                          | 47° 41′ 12″ nord, 5° 20′ 49″ est                 | « PA00078996 »                                   | Inscrit                                          | 1929                                             | Image manquante Téléverser                                     |
| Pont de Dommarien                                                | Dommarien                                         |                                                                          | 47° 41′ 10″ nord, 5° 20′ 42″ est                 | « PA52000005 »                                   | Inscrit                                          | 1996                                             | Pont de Dommarien                                              |
| Fonderie de Dommartin-le-Franc                                   | Dommartin-le-Franc                                |                                                                          | 48° 25′ 58″ nord, 4° 57′ 40″ est                 | « PA00079049 »                                   | Inscrit                                          | 1986                                             | Image manquante Téléverser                                     |
| Château de Donjeux                                               | Donjeux                                           |                                                                          | 48° 21′ 30″ nord, 5° 10′ 26″ est                 | « PA00079051 »                                   | Inscrit                                          | 1965                                             | Image manquante Téléverser                                     |
| Église Saint-Georges de Donjeux                                  | Donjeux                                           |                                                                          | 48° 21′ 51″ nord, 5° 09′ 21″ est                 | « PA00079052 »                                   | Inscrit                                          | 1926                                             | Image manquante Téléverser                                     |
| Église Saint-Martin de Doulaincourt-Saucourt                     | Doulaincourt-Saucourt                             |                                                                          | 48° 19′ 22″ nord, 5° 12′ 18″ est                 | « PA00079298 »                                   | Inscrit                                          | 1990                                             | Église Saint-Martin de Doulaincourt-Saucourt                   |
| Maison de Montrol                                                | Doulaincourt-Saucourt                             | Rue Toupot-de-Beveaux                                                    | 48° 19′ 27″ nord, 5° 12′ 22″ est                 | « PA00079053 »                                   | Inscrit                                          | 1980                                             | Maison de Montrol                                              |
| Pont de Doulaincourt                                             | Doulaincourt-Saucourt                             |                                                                          | 48° 19′ 11″ nord, 5° 12′ 11″ est                 | « PA52000006 »                                   | Inscrit                                          | 1996                                             | Pont de Doulaincourt                                           |
| Église Saint-Louvent de Doulevant-le-Château                     | Doulevant-le-Château                              |                                                                          | 48° 22′ 33″ nord, 4° 55′ 16″ est                 | « PA52000014 »                                   | Inscrit                                          | 2000                                             | Église Saint-Louvent de Doulevant-le-Château                   |
| Église Notre-Dame-de-l'Assomption de Droyes                      | Droyes                                            |                                                                          | 48° 30′ 41″ nord, 4° 41′ 57″ est                 | « PA00079054 »                                   | Classé                                           | 1914                                             | Église Notre-Dame-de-l'Assomption de Droyes                    |
| Église Notre-Dame-en-son-Assomption de Braucourt                 | Éclaron-Braucourt-Sainte-Livière                  |                                                                          | 48° 32′ 07″ nord, 4° 48′ 54″ est                 | « PA00079055 »                                   | Classé                                           | 1909                                             | Église Notre-Dame-en-son-Assomption de Braucourt               |
| Église Saint-Laurent d'Éclaron                                   | Éclaron-Braucourt-Sainte-Livière                  |                                                                          | 48° 35′ 23″ nord, 4° 51′ 55″ est                 | « PA00079056 »                                   | Classé                                           | 1909                                             | Église Saint-Laurent d'Éclaron                                 |
| Parc de la maison de monsieur de Torcy                           | Éclaron-Braucourt-Sainte-Livière                  | 21 rue de Ponthon                                                        | 48° 35′ 17″ nord, 4° 52′ 06″ est                 | « PA52000026 »                                   | Inscrit                                          | 2006                                             | Image manquante Téléverser                                     |
| Château d'Ecot-la-Combe                                          | Ecot-la-Combe                                     |                                                                          | 48° 12′ 32″ nord, 5° 22′ 57″ est                 | « PA00132591 »                                   | Inscrit                                          | 1994                                             | Château d'Ecot-la-Combe                                        |
| Maison seigneuriale d'Enfonvelle                                 | Enfonvelle                                        | 14 rue Principale                                                        | 47° 55′ 38″ nord, 5° 51′ 57″ est                 | « PA52000030 »                                   | Inscrit                                          | 2010                                             | Image manquante Téléverser                                     |
| Château de Bienville                                             | Eurville-Bienville                                |                                                                          | 48° 34′ 25″ nord, 5° 02′ 45″ est                 | « PA52000018 »                                   | Inscrit                                          | 2001                                             | Château de Bienville                                           |
| Château d'Eurville                                               | Eurville-Bienville                                |                                                                          | 48° 35′ 01″ nord, 5° 02′ 21″ est                 | « PA00079057 »                                   | Inscrit                                          | 1969                                             | Château d'Eurville                                             |
| Site archéologique de Faverolles                                 | Faverolles                                        | Montgessey                                                               | 47° 57′ 51″ nord, 5° 13′ 20″ est                 | « PA00079299 »                                   | Inscrit                                          | 1990                                             | Site archéologique de Faverolles                               |
| Église Notre-Dame-de-la-Nativité de Fayl-Billot                  | Fayl-Billot                                       |                                                                          | 47° 46′ 48″ nord, 5° 35′ 50″ est                 | « PA00079058 »                                   | Classé                                           | 1942                                             | Église Notre-Dame-de-la-Nativité de Fayl-Billot                |
| Aqueduc et site de la montagne du Châtelet                       | Fontaines-sur-Marne                               | Montagne du Châtelet                                                     | 48° 33′ 01″ nord, 5° 06′ 45″ est                 | « PA00079059 »                                   | Classé                                           | 1883                                             | Aqueduc et site de la montagne du Châtelet                     |
| Menhir de la Haute-Borne                                         | Fontaines-sur-Marne                               | Montagne du Châtelet                                                     | 48° 33′ 01″ nord, 5° 06′ 55″ est                 | « PA00079060 »                                   | Classé                                           | 1883                                             | Menhir de la Haute-Borne                                       |
| Église Saint-Calixte de Buxières-lès-Froncles                    | Froncles                                          |                                                                          | 48° 17′ 30″ nord, 5° 09′ 07″ est                 | « PA00079061 »                                   | Inscrit                                          | 1925                                             | Image manquante Téléverser                                     |
| Croix de Germainvilliers                                         | Germainvilliers                                   |                                                                          | 48° 07′ 05″ nord, 5° 38′ 46″ est                 | « PA00079062 »                                   | Inscrit                                          | 1929                                             | Croix de Germainvilliers                                       |
| Église Saint-Gengoul de Giey-sur-Aujon                           | Giey-sur-Aujon                                    |                                                                          | 47° 54′ 19″ nord, 5° 04′ 06″ est                 | « PA00079063 »                                   | Inscrit                                          | 1928                                             | Image manquante Téléverser                                     |
| Hôtel de ville de Gilley                                         | Gilley                                            | Place de la Mairie                                                       | 47° 41′ 21″ nord, 5° 38′ 16″ est                 | « PA00079064 »                                   | Inscrit                                          | 1929                                             | Image manquante Téléverser                                     |
| Pont de Grandchamp                                               | Grandchamp                                        |                                                                          | 47° 43′ 26″ nord, 5° 27′ 07″ est                 | « PA52000007 »                                   | Inscrit                                          | 1996                                             | Image manquante Téléverser                                     |
| Château de Gudmont-Villiers                                      | Gudmont-Villiers                                  | Rue Grande                                                               | 48° 20′ 42″ nord, 5° 08′ 12″ est                 | « PA00079065 »                                   | Inscrit                                          | 1965                                             | Image manquante Téléverser                                     |
| Croix de cimetière de Guyonvelle                                 | Guyonvelle                                        | Rue des Maprelles                                                        | 47° 51′ 14″ nord, 5° 42′ 41″ est                 | « PA00079066 »                                   | Inscrit                                          | 1927                                             | Image manquante Téléverser                                     |
| Croix de cimetière de Montlandon                                 | Haute-Amance                                      | Rue de l'Église Montlandon                                               | 47° 51′ 04″ nord, 5° 28′ 40″ est                 | « PA00079067 »                                   | Classé                                           | 1903                                             | Croix de cimetière de Montlandon                               |
| Croix de Montlandon                                              | Haute-Amance                                      | Place du Chêne Montlandon                                                | 47° 51′ 02″ nord, 5° 28′ 29″ est                 | « PA00079068 »                                   | Classé                                           | 1910                                             | Image manquante Téléverser                                     |
| Église Saint-Loup d'Heuilley-Cotton                              | Heuilley-Cotton                                   |                                                                          | 47° 46′ 23″ nord, 5° 21′ 52″ est                 | « PA00079073 »                                   | Inscrit                                          | 1925                                             | Église Saint-Loup d'Heuilley-Cotton                            |
| Croix de cimetière d'Heuilley-le-Grand                           | Heuilley-le-Grand                                 |                                                                          | 47° 45′ 19″ nord, 5° 23′ 29″ est                 | « PA00079071 »                                   | Classé                                           | 1909                                             | Croix de cimetière d'Heuilley-le-Grand                         |
| Église Saint-Martin d'Humbécourt                                 | Humbécourt                                        |                                                                          | 48° 35′ 03″ nord, 4° 53′ 55″ est                 | « PA00079074 »                                   | Inscrit                                          | 1925                                             | Église Saint-Martin d'Humbécourt                               |
| Église Saint-Remy d'Is-en-Bassigny                               | Is-en-Bassigny                                    |                                                                          | 48° 01′ 52″ nord, 5° 26′ 48″ est                 | « PA00079075 »                                   | Inscrit                                          | 1928                                             | Église Saint-Remy d'Is-en-Bassigny                             |
| Église Notre-Dame-en-son-Assomption d'Isômes                     | Isômes                                            |                                                                          | 47° 38′ 46″ nord, 5° 18′ 16″ est                 | « PA00079076 »                                   | Classé                                           | 1840                                             | Église Notre-Dame-en-son-Assomption d'Isômes                   |
| Chapelle Sainte-Anne de Joinville                                | Joinville                                         | Cimetière                                                                | 48° 26′ 19″ nord, 5° 08′ 08″ est                 | « PA00079077 »                                   | Classé                                           | 1909                                             | Image manquante Téléverser                                     |
| Château du Grand Jardin                                          | Joinville                                         | 3-5 avenue de la Marne                                                   | 48° 26′ 47″ nord, 5° 08′ 26″ est                 | « PA00079078 »                                   | Classé Inscrit                                   | 1925 1989                                        | Château du Grand Jardin                                        |
| Couvent des Annonciades de Joinville                             | Joinville                                         |                                                                          | 48° 26′ 11″ nord, 5° 08′ 17″ est                 | « PA00132592 »                                   | Inscrit                                          | 1994                                             | Couvent des Annonciades de Joinville                           |
| Église Notre-Dame-de-la-Nativité de Joinville                    | Joinville                                         |                                                                          | 48° 26′ 29″ nord, 5° 08′ 16″ est                 | « PA00079079 »                                   | Inscrit                                          | 1925                                             | Église Notre-Dame-de-la-Nativité de Joinville                  |
| Halles de Joinville                                              | Joinville Détruites.                              |                                                                          | 48° 26′ 27″ nord, 5° 08′ 14″ est                 | « PA00079080 »                                   | Inscrit                                          | 1924                                             | Image manquante Téléverser                                     |
| Hôtel Leclerc et d'Annonville                                    | Joinville                                         | 14 rue de l'Auditoire                                                    | 48° 26′ 34″ nord, 5° 08′ 16″ est                 | « PA52000031 »                                   | Inscrit                                          | 2010                                             | Hôtel Leclerc et d'Annonville                                  |
| Maison                                                           | Joinville                                         | 4 rue La-Fontaine                                                        | 48° 26′ 30″ nord, 5° 08′ 20″ est                 | « PA00079081 »                                   | Inscrit                                          | 1942                                             | Image manquante Téléverser                                     |
| Poncelot                                                         | Joinville                                         |                                                                          | 48° 26′ 38″ nord, 5° 08′ 23″ est                 | « PA00079082 »                                   | Inscrit                                          | 1942                                             | Poncelot                                                       |
| Château de Juzennecourt                                          | Juzennecourt                                      | Route d'Andelot                                                          | 48° 11′ 09″ nord, 4° 58′ 56″ est                 | « PA52000017 »                                   | Inscrit                                          | 2001                                             | Image manquante Téléverser                                     |
| Église Saint-Michel de Lachapelle-en-Blaisy                      | Lachapelle-en-Blaisy                              |                                                                          | 48° 12′ 05″ nord, 4° 58′ 03″ est                 | « PA00079083 »                                   | Inscrit                                          | 1929                                             | Église Saint-Michel de Lachapelle-en-Blaisy                    |
| Château-fort de Lafauche                                         | Lafauche                                          | Rue d'Aillianville                                                       | 48° 17′ 52″ nord, 5° 29′ 55″ est                 | « PA00079084 »                                   | Inscrit                                          | 1927                                             | Château-fort de Lafauche                                       |
| Domaine de Lavaux                                                | Lafauche (également sur Liffol-le-Petit)          |                                                                          | 48° 18′ 19″ nord, 5° 30′ 09″ est                 | « PA52000034 »                                   | Inscrit                                          | 2014                                             | Image manquante Téléverser                                     |
| Église Saint-Pierre-ès-Liens de Laferté-sur-Amance               | Laferté-sur-Amance                                |                                                                          | 47° 50′ 01″ nord, 5° 41′ 46″ est                 | « PA00079085 »                                   | Inscrit                                          | 1927                                             | Image manquante Téléverser                                     |
| Église Sainte-Marie-Madeleine de Laferté-sur-Aube                | Laferté-sur-Aube                                  |                                                                          | 48° 05′ 50″ nord, 4° 47′ 00″ est                 | « PA00079300 »                                   | Inscrit                                          | 1990                                             | Image manquante Téléverser                                     |
| Halles de Laferté-sur-Aube                                       | Laferté-sur-Aube                                  |                                                                          | 48° 05′ 54″ nord, 4° 47′ 03″ est                 | « PA00079086 »                                   | Inscrit                                          | 1975                                             | Image manquante Téléverser                                     |
|                                                                  | Langres                                           | Voir liste des monuments historiques de Langres                          | Voir liste des monuments historiques de Langres  | Voir liste des monuments historiques de Langres  | Voir liste des monuments historiques de Langres  | Voir liste des monuments historiques de Langres  | Voir liste des monuments historiques de Langres                |
| Église Saint-Rémy de Lanques-sur-Rognon                          | Lanques-sur-Rognon                                |                                                                          | 48° 05′ 16″ nord, 5° 22′ 12″ est                 | « PA00079130 »                                   | Inscrit                                          | 1928                                             | Église Saint-Rémy de Lanques-sur-Rognon                        |
| Trois ponceaux en pierre sur l'Apance                            | Larivière-Arnoncourt                              |                                                                          | à géolocaliser                                   | « PA52000008 »                                   | Inscrit                                          | 1996                                             | Image manquante Téléverser                                     |
| Église Saint-Pierre-ès-Liens de Latrecey-Ormoy-sur-Aube          | Latrecey-Ormoy-sur-Aube                           |                                                                          | 47° 59′ 06″ nord, 4° 51′ 26″ est                 | « PA00079301 »                                   | Inscrit                                          | 1990                                             | Église Saint-Pierre-ès-Liens de Latrecey-Ormoy-sur-Aube        |
| Église Saint-Denis de Lavilleneuve                               | Lavilleneuve                                      |                                                                          | 48° 02′ 21″ nord, 5° 30′ 32″ est                 | « PA00079041 »                                   | Inscrit                                          | 1927                                             | Église Saint-Denis de Lavilleneuve                             |
| Croix de Lecey                                                   | Lecey                                             | Rue de la Chapelle                                                       | 47° 51′ 42″ nord, 5° 26′ 44″ est                 | « PA00079131 »                                   | Inscrit                                          | 1929                                             | Image manquante Téléverser                                     |
| Commanderie de Mormant                                           | Leffonds                                          | 3 rue de l'Abbaye Mormant                                                | 47° 58′ 45″ nord, 5° 07′ 21″ est                 | « PA00079132 »                                   | Classé Inscrit                                   | 1989                                             | Image manquante Téléverser                                     |
| Domaine de Lavaux                                                | Liffol-le-Petit (également sur Lafauche)          |                                                                          | 48° 18′ 19″ nord, 5° 30′ 09″ est                 | « PA52000034 »                                   | Inscrit                                          | 2014                                             | Image manquante Téléverser                                     |
| Abbaye de Grosse-Sauve                                           | Les Loges                                         |                                                                          | 47° 45′ 23″ nord, 5° 28′ 18″ est                 | « PA00079135 »                                   | Inscrit                                          | 1929                                             | Image manquante Téléverser                                     |
| Château de Percey-le-Pautel                                      | Longeau-Percey                                    | 2, 4 rue de Lausanne                                                     | 47° 45′ 32″ nord, 5° 19′ 01″ est                 | « PA00079136 »                                   | Inscrit                                          | 1975                                             | Image manquante Téléverser                                     |
| Demeure de plaisance                                             | Longeau-Percey                                    |                                                                          | 47° 45′ 56″ nord, 5° 18′ 32″ est                 | « PA00079137 »                                   | Inscrit Classé                                   | 1986 1993                                        | Image manquante Téléverser                                     |
| Église Saint-Hilaire de Longeau                                  | Longeau-Percey                                    |                                                                          | 47° 46′ 07″ nord, 5° 18′ 38″ est                 | « PA00079138 »                                   | Inscrit                                          | 1925                                             | Image manquante Téléverser                                     |
| Croix de cimetière de Longeville-sur-la-Laines                   | Longeville-sur-la-Laines                          |                                                                          | 48° 27′ 21″ nord, 4° 41′ 17″ est                 | « PA00079139 »                                   | Classé                                           | 1911                                             | Image manquante Téléverser                                     |
| Église Sainte-Marie de Longeville-sur-la-Laines                  | Longeville-sur-la-Laines                          |                                                                          | 48° 27′ 18″ nord, 4° 41′ 18″ est                 | « PA00079308 »                                   | Inscrit                                          | 1992                                             | Église Sainte-Marie de Longeville-sur-la-Laines                |
| Église Saint-Martin de Louze                                     | Rives Dervoises                                   |                                                                          | 48° 26′ 03″ nord, 4° 43′ 31″ est                 | « PA00079140 »                                   | Classé                                           | 1990                                             | Église Saint-Martin de Louze                                   |
| Église Saint-Gal de Luzy-sur-Marne                               | Luzy-sur-Marne                                    |                                                                          | 48° 03′ 26″ nord, 5° 11′ 09″ est                 | « PA00079141 »                                   | Classé                                           | 1909                                             | Église Saint-Gal de Luzy-sur-Marne                             |
| Croix de cimetière de Maâtz                                      | Maâtz                                             | Rue du Paradis                                                           | 47° 42′ 08″ nord, 5° 26′ 57″ est                 | « PA00079142 »                                   | Inscrit                                          | 1925                                             | Image manquante Téléverser                                     |
| Église Saint-Clément de Maizières-sur-Amance                     | Maizières-sur-Amance                              |                                                                          | 47° 49′ 29″ nord, 5° 36′ 35″ est                 | « PA00079143 »                                   | Inscrit                                          | 1926                                             | Image manquante Téléverser                                     |
| Église Saint-Blaise de Manois                                    | Manois                                            |                                                                          | 48° 16′ 34″ nord, 5° 21′ 28″ est                 | « PA00079144 »                                   | Inscrit                                          | 1929                                             | Image manquante Téléverser                                     |
| Pont sur la Suize                                                | Marac                                             | C.D. 102                                                                 | 47° 55′ 38″ nord, 5° 11′ 49″ est                 | « PA00132594 »                                   | Inscrit                                          | 1994                                             | Image manquante Téléverser                                     |
| Chapelle Notre-Dame de Presles                                   | Marcilly-en-Bassigny                              |                                                                          | 47° 52′ 43″ nord, 5° 34′ 03″ est                 | « PA00079145 »                                   | Classé                                           | 1909                                             | Chapelle Notre-Dame de Presles                                 |
| Grange dîmière de Marcilly-en-Bassigny                           | Marcilly-en-Bassigny                              | 33 rue du Patis                                                          | 47° 53′ 52″ nord, 5° 31′ 30″ est                 | « PA00079147 »                                   | Inscrit                                          | 1929                                             | Image manquante Téléverser                                     |
| Église Saint-Martin de Mareilles                                 | Mareilles                                         |                                                                          | 48° 11′ 05″ nord, 5° 15′ 50″ est                 | « PA00079148 »                                   | Inscrit                                          | 1928                                             | Image manquante Téléverser                                     |
| Église Notre-Dame-de-l'Assomption de Mathons                     | Mathons                                           |                                                                          | 48° 25′ 06″ nord, 5° 02′ 40″ est                 | « PA00135314 »                                   | Inscrit                                          | 1995                                             | Image manquante Téléverser                                     |
| Maison                                                           | Mertrud                                           |                                                                          | à géolocaliser                                   | « PA00079149 »                                   | Inscrit                                          | 1925                                             | Image manquante Téléverser                                     |
| Église Saint-Gengoulph de Millières                              | Millières                                         |                                                                          | 48° 08′ 05″ nord, 5° 25′ 23″ est                 | « PA00079150 »                                   | Inscrit                                          | 1929                                             | Image manquante Téléverser                                     |
| Chapelle Saint-Aubin de Moëslains                                | Moëslains                                         |                                                                          | 48° 37′ 03″ nord, 4° 53′ 24″ est                 | « PA00079151 »                                   | Classé                                           | 1862                                             | Chapelle Saint-Aubin de Moëslains                              |
| Abbatiale Saint-Pierre-et-Saint-Paul Montier-en-Der              | Montier-en-Der                                    |                                                                          | 48° 28′ 40″ nord, 4° 46′ 18″ est                 | « PA00079153 »                                   | Classé                                           | 1862                                             | Abbatiale Saint-Pierre-et-Saint-Paul Montier-en-Der            |
| Dépôt d'étalons                                                  | Montier-en-Der                                    | 2 place Auguste-Lebon                                                    | 48° 28′ 42″ nord, 4° 46′ 20″ est                 | « PA52000036 »                                   | Inscrit                                          | 2015                                             | Dépôt d'étalons                                                |
| Propriété Japiot                                                 | Montier-en-Der                                    | 35 rue de l'Isle                                                         | 48° 28′ 41″ nord, 4° 46′ 07″ est                 | « PA52000025 »                                   | Inscrit                                          | 2005                                             | Image manquante Téléverser                                     |
| Croix du donjon de Montsaugeon                                   | Montsaugeon                                       |                                                                          | 47° 40′ 00″ nord, 5° 18′ 29″ est                 | « PA00079154 »                                   | Inscrit                                          | 1926                                             | Croix du donjon de Montsaugeon                                 |
| Église Notre-Dame-de-la-Nativité de Montsaugeon                  | Montsaugeon                                       |                                                                          | 47° 40′ 04″ nord, 5° 18′ 38″ est                 | « PA00079155 »                                   | Inscrit                                          | 1926                                             | Église Notre-Dame-de-la-Nativité de Montsaugeon                |
| Halles de Montsaugeon                                            | Montsaugeon                                       |                                                                          | 47° 39′ 57″ nord, 5° 18′ 31″ est                 | « PA52000009 »                                   | Inscrit                                          | 1996                                             | Halles de Montsaugeon                                          |
| Église Notre-Dame-en-sa-Nativité de Mussey-sur-Marne             | Mussey-sur-Marne                                  |                                                                          | 48° 22′ 45″ nord, 5° 08′ 58″ est                 | « PA00079156 »                                   | Inscrit                                          | 1932                                             | Église Notre-Dame-en-sa-Nativité de Mussey-sur-Marne           |
| Église de la Vierge-en-sa-Nativité de Neuilly-l'Evêque           | Neuilly-l'Évêque                                  |                                                                          | 47° 55′ 00″ nord, 5° 26′ 32″ est                 | « PA00079302 »                                   | Inscrit                                          | 1990                                             | Église de la Vierge-en-sa-Nativité de Neuilly-l'Evêque         |
| Château de Neuilly-sur-Suize                                     | Neuilly-sur-Suize                                 |                                                                          | 48° 02′ 57″ nord, 5° 08′ 56″ est                 | « PA00079305 »                                   | Inscrit                                          | 1991                                             | Image manquante Téléverser                                     |
| Église Saint-Pierre-Saint-Paul de Neuilly-sur-Suize              | Neuilly-sur-Suize                                 |                                                                          | 48° 02′ 56″ nord, 5° 08′ 54″ est                 | « PA00079158 »                                   | Inscrit                                          | 1928                                             | Église Saint-Pierre-Saint-Paul de Neuilly-sur-Suize            |
| Pont de Neuilly-sur-Suize                                        | Neuilly-sur-Suize                                 |                                                                          | 48° 02′ 54″ nord, 5° 09′ 03″ est                 | « PA52000010 »                                   | Inscrit                                          | 1996                                             | Pont de Neuilly-sur-Suize                                      |
| Église Saint-Genest de Neuvelle-lès-Voisey                       | Neuvelle-lès-Voisey                               |                                                                          | 47° 52′ 02″ nord, 5° 47′ 29″ est                 | « PA00079159 »                                   | Inscrit                                          | 1989                                             | Image manquante Téléverser                                     |
| Dolmen de la Pierre Tournante et tumulus                         | Nogent                                            | Forêt de Marsois                                                         | 48° 01′ 34″ nord, 5° 18′ 26″ est                 | « PA00079161 »                                   | Classé                                           | 1949                                             | Dolmen de la Pierre Tournante et tumulus                       |
| Église Saint-Germain de Nogent-le-Bas                            | Nogent                                            | Rue de Verdun                                                            | 48° 01′ 24″ nord, 5° 20′ 07″ est                 | « PA00079162 »                                   | Inscrit                                          | 1928                                             | Église Saint-Germain de Nogent-le-Bas                          |
| Église Saint-Vallier de Noidant-le-Rocheux                       | Noidant-le-Rocheux                                |                                                                          | 47° 49′ 48″ nord, 5° 15′ 19″ est                 | « PA00079163 »                                   | Inscrit                                          | 1929                                             | Église Saint-Vallier de Noidant-le-Rocheux                     |
| Église Notre-Dame-en-sa-Nativité de Nully                        | Nully                                             |                                                                          | 48° 21′ 57″ nord, 4° 48′ 23″ est                 | « PA00079165 »                                   | Classé                                           | 1909                                             | Église Notre-Dame-en-sa-Nativité de Nully                      |
| Croix de cimetière d'Occey                                       | Occey                                             | Route de la Gare                                                         | 47° 36′ 46″ nord, 5° 16′ 24″ est                 | « PA00079167 »                                   | Inscrit                                          | 1925                                             | Image manquante Téléverser                                     |
| Église Saint-Pierre-et-Saint-Paul d'Orbigny-au-Mont              | Orbigny-au-Mont                                   |                                                                          | 47° 52′ 55″ nord, 5° 27′ 09″ est                 | « PA00079168 »                                   | Inscrit                                          | 1925                                             | Image manquante Téléverser                                     |
| Église Saint-Remy d'Orbigny-au-Val                               | Orbigny-au-Val                                    |                                                                          | 47° 53′ 03″ nord, 5° 26′ 04″ est                 | « PA00079169 »                                   | Inscrit                                          | 1925                                             | Image manquante Téléverser                                     |
| Moulin de la fleuristerie                                        | Orges (Haute-Marne)                               | Chemin de la Fleuristerie                                                | 48° 04′ 39″ nord, 4° 56′ 04″ est                 | « PA52000033 »                                   | Inscrit Abrogé                                   | 2012 2015                                        | Image manquante Téléverser                                     |
| Fonderie du Val d'Osne                                           | Osne-le-Val                                       | D 179                                                                    | 48° 30′ 13″ nord, 5° 10′ 25″ est                 | « PA00125386 »                                   | Inscrit                                          | 1993                                             | Fonderie du Val d'Osne                                         |
| Cité de la Mothe                                                 | Outremécourt Également sur Soulaucourt-sur-Mouzon | La Mothe                                                                 | 48° 07′ 27″ nord, 5° 25′ 05″ est                 | « PA52000016 »                                   | Classé classé                                    | 1923 2001                                        | Cité de la Mothe                                               |
| Église Notre-Dame-en-sa-Nativité d'Outremécourt                  | Outremécourt                                      |                                                                          | 48° 13′ 26″ nord, 5° 41′ 00″ est                 | « PA00079170 »                                   | Inscrit                                          | 1964                                             | Image manquante Téléverser                                     |
| Pont gallo-romain                                                | Outremécourt Également sur Sommerécourt           | Pont des Cinq-Parts                                                      | 48° 12′ 47″ nord, 5° 39′ 59″ est                 | « PA00079171 »                                   | Classé                                           | 1932                                             | Image manquante Téléverser                                     |
| Château du Pailly                                                | Le Pailly                                         |                                                                          | 47° 47′ 31″ nord, 5° 24′ 50″ est                 | « PA00079072 »                                   | Classé                                           | 1921                                             | Château du Pailly                                              |
| Abbaye de Morimond                                               | Parnoy-en-Bassigny                                |                                                                          | 48° 00′ 28″ nord, 5° 38′ 43″ est                 | « PA00079172 »                                   | Inscrit                                          | 1925                                             | Abbaye de Morimond                                             |
| Château de Fresnoy                                               | Parnoy-en-Bassigny                                |                                                                          | 48° 02′ 26″ nord, 5° 39′ 28″ est                 | « PA00079173 »                                   | Inscrit                                          | 1987                                             | Image manquante Téléverser                                     |
| Croix de chemin de Parnot                                        | Parnoy-en-Bassigny                                | Rue Neuve Parnot                                                         | 48° 00′ 20″ nord, 5° 38′ 54″ est                 | « PA00079175 »                                   | Classé                                           | 1983                                             | Image manquante Téléverser                                     |
| Croix de cimetière de Fresnoy                                    | Parnoy-en-Bassigny                                | Rue de l'Église Fresnoy                                                  | 48° 02′ 26″ nord, 5° 39′ 34″ est                 | « PA00079176 »                                   | Inscrit                                          | 1927                                             | Image manquante Téléverser                                     |
| Croix de Fresnoy                                                 | Parnoy-en-Bassigny                                | Place de la Mairie Fresnoy                                               | 48° 02′ 24″ nord, 5° 39′ 35″ est                 | « PA00079174 »                                   | Inscrit                                          | 1927                                             | Image manquante Téléverser                                     |
| Église Notre-Dame-de-la-Nativité de Fresnoy-en-Bassigny          | Parnoy-en-Bassigny                                |                                                                          | 48° 02′ 27″ nord, 5° 39′ 34″ est                 | « PA00079177 »                                   | Inscrit                                          | 1925                                             | Image manquante Téléverser                                     |
| Fontaine de Fresnoy                                              | Parnoy-en-Bassigny                                | Rue de l'Église Fresnoy                                                  | 48° 02′ 27″ nord, 5° 39′ 35″ est                 | « PA00079178 »                                   | Inscrit                                          | 1942                                             | Image manquante Téléverser                                     |
| Croix de chemin de Peigney                                       | Peigney                                           |                                                                          | 47° 52′ 50″ nord, 5° 21′ 53″ est                 | « PA00079179 »                                   | Inscrit                                          | 1927                                             | Image manquante Téléverser                                     |
| Église Notre-Dame-de-l'Assomption de Peigney                     | Peigney                                           |                                                                          | 47° 52′ 49″ nord, 5° 21′ 39″ est                 | « PA00079180 »                                   | Inscrit                                          | 1927                                             | Image manquante Téléverser                                     |
| Croix de cimetière de Vieux-Moulins                              | Perrancey-les-Vieux-Moulins                       | Vieux-Moulins                                                            | 47° 50′ 56″ nord, 5° 15′ 30″ est                 | « PA00079182 »                                   | Inscrit                                          | 1925                                             | Image manquante Téléverser                                     |
| Église Saint-Sébastien de Perrancey                              | Perrancey-les-Vieux-Moulins                       |                                                                          | 47° 51′ 53″ nord, 5° 16′ 06″ est                 | « PA00079181 »                                   | Inscrit                                          | 1925                                             | Église Saint-Sébastien de Perrancey                            |
| Croix de la route de Pierre-Fontaines                            | Perrogney-les-Fontaines                           | Route d'Auberive                                                         | 47° 48′ 28″ nord, 5° 11′ 39″ est                 | « PA00079183 »                                   | Inscrit                                          | 1925                                             | Image manquante Téléverser                                     |
| Église Saint-Sébastien de Perthes                                | Perthes                                           |                                                                          | 48° 39′ 25″ nord, 4° 49′ 20″ est                 | « PA00079184 »                                   | Classé                                           | 1909                                             | Église Saint-Sébastien de Perthes                              |
| Église Saint-Simon et Saint-Jude                                 | Planrupt                                          |                                                                          | 48° 30′ 31″ nord, 4° 47′ 11″ est                 | « PA52000039 »                                   | Inscrit                                          | 2016                                             | Église Saint-Simon et Saint-Jude                               |
| Croix de la route d'Andilly                                      | Plesnoy                                           | Grande Rue                                                               | 47° 53′ 31″ nord, 5° 29′ 59″ est                 | « PA00079146 »                                   | Inscrit                                          | 1925                                             | Image manquante Téléverser                                     |
| Croix de cimetière de Poinson-lès-Fayl                           | Poinson-lès-Fayl                                  | Place de la Mairie                                                       | 47° 45′ 08″ nord, 5° 36′ 55″ est                 | « PA00079185 »                                   | Inscrit                                          | 1929                                             | Image manquante Téléverser                                     |
| Église Saint-Martin de Poinson-lès-Fayl                          | Poinson-lès-Fayl                                  | Rue du Midi                                                              | 47° 45′ 08″ nord, 5° 36′ 57″ est                 | « PA00079186 »                                   | Inscrit                                          | 1925                                             | Image manquante Téléverser                                     |
| Château de Poissons                                              | Poissons                                          | Rue de Saint-Amand                                                       | 48° 25′ 29″ nord, 5° 13′ 01″ est                 | « PA00079187 »                                   | Inscrit                                          | 1986                                             | Château de Poissons                                            |
| Croix de chemin de Poissons                                      | Poissons                                          | Route de Joinville                                                       | 48° 25′ 35″ nord, 5° 13′ 00″ est                 | « PA00079188 »                                   | Inscrit                                          | 1925                                             | Image manquante Téléverser                                     |
| Église Saint-Aignan de Poissons                                  | Poissons                                          |                                                                          | 48° 25′ 21″ nord, 5° 13′ 14″ est                 | « PA00079189 »                                   | Classé                                           | 1909                                             | Église Saint-Aignan de Poissons                                |
| Église de la Nativité-de-la-Vierge de Poulangy                   | Poulangy                                          |                                                                          | 48° 02′ 33″ nord, 5° 15′ 17″ est                 | « PA00079190 »                                   | Classé                                           | 1913                                             | Église de la Nativité-de-la-Vierge de Poulangy                 |
| Pont de Poulangy                                                 | Poulangy                                          |                                                                          | 48° 02′ 21″ nord, 5° 15′ 09″ est                 | « PA52000011 »                                   | Inscrit                                          | 1996                                             | Image manquante Téléverser                                     |
| Église Saint-Piat de Prauthoy                                    | Prauthoy                                          |                                                                          | 47° 40′ 41″ nord, 5° 17′ 40″ est                 | « PA00078999 »                                   | Classé                                           | 1913                                             | Église Saint-Piat de Prauthoy                                  |
| Église Saint-Michel de Pressigny                                 | Pressigny                                         |                                                                          | 47° 44′ 48″ nord, 5° 39′ 54″ est                 | « PA00079191 »                                   | Inscrit                                          | 1929                                             | Image manquante Téléverser                                     |
| Église Saint-Didier de Prez-sous-Lafauche                        | Prez-sous-Lafauche                                |                                                                          | 48° 17′ 16″ nord, 5° 29′ 32″ est                 | « PA00079192 »                                   | Inscrit                                          | 1925                                             | Église Saint-Didier de Prez-sous-Lafauche                      |
| Croix de cimetière de Puellemontier                              | Puellemontier                                     | Rue de l'Église                                                          | 48° 29′ 47″ nord, 4° 42′ 03″ est                 | « PA00079194 »                                   | Classé                                           | 1909                                             | Croix de cimetière de Puellemontier                            |
| Église Notre-Dame-en-sa-Nativité de Puellemontier                | Puellemontier                                     | Rue de l'Église                                                          | 48° 29′ 47″ nord, 4° 42′ 03″ est                 | « PA00079195 »                                   | Classé                                           | 1992                                             | Église Notre-Dame-en-sa-Nativité de Puellemontier              |
| Croix de Rançonnières                                            | Rançonnières                                      | Derrière l'église                                                        | 47° 56′ 07″ nord, 5° 33′ 30″ est                 | « PA00079196 »                                   | Inscrit                                          | 1927                                             | Image manquante Téléverser                                     |
| Château de Reynel                                                | Reynel                                            |                                                                          | 48° 17′ 31″ nord, 5° 20′ 15″ est                 | « PA00079295 »                                   | Inscrit                                          | 1989                                             | Château de Reynel                                              |
| Église Notre-Dame-en-son-Assomption de Reynel                    | Reynel                                            |                                                                          | 48° 17′ 39″ nord, 5° 20′ 16″ est                 | « PA00079197 »                                   | Inscrit                                          | 1928                                             | Image manquante Téléverser                                     |
| Porte de ville                                                   | Reynel                                            |                                                                          | 48° 17′ 44″ nord, 5° 20′ 16″ est                 | « PA00079198 »                                   | Inscrit                                          | 1925                                             | Porte de ville                                                 |
| Église Saint-Nicolas de Richebourg                               | Richebourg                                        |                                                                          | 48° 01′ 15″ nord, 5° 03′ 37″ est                 | « PA00079199 »                                   | Inscrit                                          | 1925                                             | Église Saint-Nicolas de Richebourg                             |
| Château de Rimaucourt                                            | Rimaucourt                                        | Rue du Général Leclerc                                                   | 48° 15′ 03″ nord, 5° 19′ 47″ est                 | « PA00079304 »                                   | Inscrit                                          | 1991                                             | Image manquante Téléverser                                     |
| Église Saint-Pierre-Saint-Paul de Rimaucourt                     | Rimaucourt                                        | Rue du Prieuré                                                           | 48° 15′ 01″ nord, 5° 19′ 44″ est                 | « PA00079303 »                                   | Inscrit                                          | 1990                                             | Image manquante Téléverser                                     |
| Croix de cimetière de Rivière-les-Fosses                         | Rivière-les-Fosses                                | Rue du Gauchot                                                           | 47° 39′ 31″ nord, 5° 13′ 58″ est                 | « PA00079200 »                                   | Classé                                           | 1909                                             | Image manquante Téléverser                                     |
| Maison forte de Rivière-les-Fosses                               | Rivière-les-Fosses                                | Rue du Gauchot Rue de l'Église                                           | 47° 39′ 29″ nord, 5° 13′ 58″ est                 | « PA00079201 »                                   | Inscrit                                          | 1972                                             | Image manquante Téléverser                                     |
| Église de la Nativité-de-la-Vierge de Rivières-le-Bois           | Rivières-le-Bois                                  |                                                                          | 47° 44′ 12″ nord, 5° 26′ 32″ est                 | « PA00079202 »                                   | Inscrit                                          | 1925                                             | Image manquante Téléverser                                     |
| Église Saint-Barthélemy de Robert-Magny-Laneuville-à-Rémy        | Robert-Magny-Laneuville-à-Rémy                    |                                                                          | 48° 27′ 41″ nord, 4° 50′ 48″ est                 | « PA00079203 »                                   | Inscrit                                          | 1986                                             | Image manquante Téléverser                                     |
| Église Saint-Jean-Baptiste de Rochetaillée                       | Rochetaillée                                      |                                                                          | 47° 51′ 43″ nord, 5° 06′ 55″ est                 | « PA00079205 »                                   | Inscrit                                          | 1925                                             | Image manquante Téléverser                                     |
| Église Saint-Rémy de Chameroy                                    | Rochetaillée                                      |                                                                          | 47° 50′ 10″ nord, 5° 07′ 33″ est                 | « PA00079204 »                                   | Inscrit                                          | 1925                                             | Image manquante Téléverser                                     |
| Croix du Champ-Cassier                                           | Rolampont                                         | Charmoilles                                                              | 47° 56′ 55″ nord, 5° 22′ 01″ est                 | « PA00079206 »                                   | Inscrit                                          | 1929                                             | Croix du Champ-Cassier                                         |
| Croix de Charmoilles                                             | Rolampont                                         | Ouest de l'église de Charmoilles                                         | 47° 56′ 45″ nord, 5° 21′ 34″ est                 | « PA00079207 »                                   | Inscrit                                          | 1926                                             | Croix de Charmoilles                                           |
| Croix de cimetière de Charmoilles                                | Rolampont                                         | Rue du Prieuré Charmoilles                                               | 47° 56′ 39″ nord, 5° 21′ 32″ est                 | « PA00079209 »                                   | Inscrit                                          | 1926                                             | Croix de cimetière de Charmoilles                              |
| Croix des Planches                                               | Rolampont                                         | Rue de la Fontaine Charmoilles                                           | 47° 56′ 49″ nord, 5° 21′ 27″ est                 | « PA00079210 »                                   | Inscrit                                          | 1929                                             | Croix des Planches                                             |
| Croix de Rolampont                                               | Rolampont                                         | Route de Dampierre Route de Changey                                      | 47° 56′ 47″ nord, 5° 21′ 48″ est                 | « PA00079208 »                                   | Inscrit                                          | 1929                                             | Croix de Rolampont                                             |
| Église Saint-Pierre-ès-Liens de Rolampont                        | Rolampont                                         |                                                                          | 47° 57′ 02″ nord, 5° 17′ 09″ est                 | « PA00079211 »                                   | Inscrit                                          | 1980                                             | Église Saint-Pierre-ès-Liens de Rolampont                      |
| Pont Romain                                                      | Rolampont                                         | Pont Romain                                                              | 47° 56′ 29″ nord, 5° 17′ 31″ est                 | « PA00079212 »                                   | Inscrit                                          | 1929                                             | Pont Romain                                                    |
| Château de Romain-sur-Meuse                                      | Romain-sur-Meuse                                  |                                                                          | 48° 10′ 15″ nord, 5° 32′ 07″ est                 | « PA00079309 »                                   | Inscrit                                          | 1992                                             | Image manquante Téléverser                                     |
| Pigeonnier de Romain-sur-Meuse                                   | Romain-sur-Meuse                                  |                                                                          | 48° 10′ 23″ nord, 5° 32′ 03″ est                 | « PA00079309 »                                   | Inscrit                                          | 1992                                             | Image manquante Téléverser                                     |
| Vieux Château                                                    | Romain-sur-Meuse                                  |                                                                          | 48° 10′ 21″ nord, 5° 32′ 03″ est                 | « PA00079213 »                                   | Inscrit                                          | 1925                                             | Image manquante Téléverser                                     |
| Croix de cimetière de Rougeux                                    | Rougeux                                           | Rue des Lavandières                                                      | 47° 48′ 37″ nord, 5° 34′ 50″ est                 | « PA00079214 »                                   | Inscrit                                          | 1929                                             | Image manquante Téléverser                                     |
| Croix de cimetière de Rouvres-sur-Aube                           | Rouvres-sur-Aube                                  |                                                                          | 47° 51′ 21″ nord, 4° 59′ 34″ est                 | « PA00079215 »                                   | Inscrit                                          | 1925                                             | Image manquante Téléverser                                     |
| Croix de Saint-Blin                                              | Saint-Blin                                        | Route de Chaumont à Neufchâteau Chemin du Bois-des-Haiseaux à Saint-Blin | 48° 16′ 11″ nord, 5° 24′ 48″ est                 | « PA00079217 »                                   | Inscrit                                          | 1929                                             | Image manquante Téléverser                                     |
| Chapelle de Suxy                                                 | Saint-Broingt-les-Fosses                          |                                                                          | 47° 41′ 59″ nord, 5° 17′ 37″ est                 | « PA00079219 »                                   | Inscrit                                          | 1926                                             | Image manquante Téléverser                                     |
| Croix de Saint-Broingt-les-Fosses                                | Saint-Broingt-les-Fosses                          | Sud-ouest du bourg                                                       | 47° 42′ 30″ nord, 5° 16′ 15″ est                 | « PA00079221 »                                   | Inscrit                                          | 1925                                             | Image manquante Téléverser                                     |
| Croix de Saint-Broingt-les-Fosses                                | Saint-Broingt-les-Fosses                          | Route de Leuchey Route de Prangey                                        | 47° 43′ 02″ nord, 5° 16′ 16″ est                 | « PA00079220 »                                   | Inscrit                                          | 1925                                             | Image manquante Téléverser                                     |
| Église Saint-Cyr-Sainte-Julitte de Saint-Ciergues                | Saint-Ciergues                                    |                                                                          | 47° 53′ 07″ nord, 5° 15′ 12″ est                 | « PA00079222 »                                   | Inscrit                                          | 1925                                             | Église Saint-Cyr-Sainte-Julitte de Saint-Ciergues              |
| Théâtre municipal de Saint-Dizier                                | Saint-Dizier                                      | Place Aristide-Briand                                                    | 48° 38′ 12″ nord, 4° 56′ 50″ est                 | « PA52000027 »                                   | Inscrit                                          | 2007                                             | Théâtre municipal de Saint-Dizier                              |
| Château de Saint-Dizier                                          | Saint-Dizier                                      | 54 rue Gambetta                                                          | 48° 38′ 10″ nord, 4° 57′ 07″ est                 | « PA00132595 »                                   | Inscrit                                          | 1994                                             | Château de Saint-Dizier                                        |
| Église Notre-Dame de Saint-Dizier                                | Saint-Dizier                                      | 14 rue Émile Giros                                                       | 48° 38′ 14″ nord, 4° 57′ 01″ est                 | « PA00079223 »                                   | Inscrit                                          | 1990                                             | Église Notre-Dame de Saint-Dizier                              |
| Maison à pans de bois                                            | Saint-Dizier                                      | 17 rue Émile Giros Rue Catel                                             | 48° 38′ 17″ nord, 4° 56′ 59″ est                 | « PA00079227 »                                   | Classé                                           | 1945                                             | Maison à pans de bois                                          |
| Maison                                                           | Saint-Dizier                                      | 31 rue Émile Giros                                                       | 48° 38′ 18″ nord, 4° 56′ 59″ est                 | « PA00079228 »                                   | Inscrit                                          | 1971                                             | Maison                                                         |
| Monastère des Dames-de-l'Assomption de Saint-Dizier              | Saint-Dizier                                      | Rue Godard-Jeanson Centre hospitalier de Saint-Dizier                    | 48° 37′ 57″ nord, 4° 57′ 09″ est                 | « PA00079231 »                                   | Inscrit                                          | 1981                                             | Monastère des Dames-de-l'Assomption de Saint-Dizier            |
| Église Notre-Dame d'Hoëricourt                                   | Saint-Dizier                                      | Route de Moëslains                                                       | 48° 37′ 38″ nord, 4° 53′ 50″ est                 | « PA00079225 »                                   | Inscrit                                          | 1925                                             | Image manquante Téléverser                                     |
| Église Saint-Martin de Gigny                                     | Saint-Dizier                                      | Avenue Pasteur                                                           | 48° 38′ 12″ nord, 4° 57′ 21″ est                 | « PA00079224 »                                   | Inscrit                                          | 1974                                             | Église Saint-Martin de Gigny                                   |
| Maison du Petit-Paris                                            | Saint-Dizier                                      | 476-478 avenue de la République                                          | 48° 38′ 17″ nord, 4° 56′ 16″ est                 | « PA00079229 »                                   | Inscrit                                          | 1984                                             | Maison du Petit-Paris                                          |
| Église Saint-Charles de Marnaval                                 | Saint-Dizier                                      | rue de Savoie                                                            | 48° 37′ 30″ nord, 4° 59′ 22″ est                 | « PA52000041 »                                   | Inscrit                                          | 2022                                             | Église Saint-Charles de Marnaval                               |
| Église Saint-Martin de la Noue                                   | Saint-Dizier                                      | Place de la République                                                   | 48° 38′ 13″ nord, 4° 56′ 09″ est                 | « PA00079226 »                                   | Inscrit                                          | 1925                                             | Église Saint-Martin de la Noue                                 |
| Maison Mougeot                                                   | Saint-Dizier                                      | 19 rue de la Victoire                                                    | 48° 38′ 17″ nord, 4° 56′ 55″ est                 | « PA00079230 »                                   | Inscrit                                          | 1989                                             | Maison Mougeot                                                 |
| Château de Melville                                              | Saint-Martin-lès-Langres                          | Melville                                                                 | 47° 53′ 34″ nord, 5° 16′ 34″ est                 | « PA00079296 »                                   | Inscrit                                          | 1990                                             | Image manquante Téléverser                                     |
| Croix de Saint-Martin-lès-Langres                                | Saint-Martin-lès-Langres                          | Chemin du Moulin                                                         | 47° 53′ 21″ nord, 5° 15′ 52″ est                 | « PA00079233 »                                   | Inscrit                                          | 1926                                             | Image manquante Téléverser                                     |
| Église des Trois-Jumeaux                                         | Saints-Geosmes                                    |                                                                          | 47° 49′ 50″ nord, 5° 19′ 42″ est                 | « PA00079232 »                                   | Classé                                           | 1892                                             | Église des Trois-Jumeaux                                       |
| Église Saint-Thiébault de Saint-Thiébault Portail                | Saint-Thiébault                                   | Rue Jean Jaurès                                                          | 48° 12′ 02″ nord, 5° 34′ 42″ est                 | « PA00079234 »                                   | Inscrit                                          | 1925                                             | Église Saint-Thiébault de Saint-ThiébaultPortail               |
| Abbaye de Saint-Urbain                                           | Saint-Urbain-Maconcourt                           |                                                                          | 48° 24′ 00″ nord, 5° 11′ 06″ est                 | « PA00079235 »                                   | Inscrit                                          | 1947                                             | Abbaye de Saint-Urbain                                         |
| Croix de cimetière de Sarrey                                     | Sarrey                                            |                                                                          | 48° 00′ 18″ nord, 5° 25′ 48″ est                 | « PA00079236 »                                   | Inscrit                                          | 1927                                             | Image manquante Téléverser                                     |
| Église Saint-Maurice de Sarrey                                   | Sarrey                                            |                                                                          | 48° 00′ 16″ nord, 5° 25′ 45″ est                 | « PA00079237 »                                   | Inscrit                                          | 1927                                             | Image manquante Téléverser                                     |
| Croix de cimetière de Savigny                                    | Savigny                                           | Rue du Festival                                                          | 47° 43′ 00″ nord, 5° 38′ 46″ est                 | « PA00079238 »                                   | Inscrit                                          | 1929                                             | Image manquante Téléverser                                     |
| Église Saint-Martin de Semilly                                   | Semilly                                           |                                                                          | 48° 15′ 33″ nord, 5° 27′ 35″ est                 | « PA00079218 »                                   | Inscrit                                          | 1926                                             | Image manquante Téléverser                                     |
| Église Saint-Blaise de Serqueux                                  | Serqueux                                          | Rue de la Cour - Rue Dessous l'église                                    | 47° 59′ 30″ nord, 5° 44′ 20″ est                 | « PA00079239 »                                   | Inscrit                                          | 1988                                             | Église Saint-Blaise de Serqueux                                |
| Maison Baude banc, perron et descente de cave                    | Serqueux                                          | 7 rue du Mont                                                            | 47° 59′ 33″ nord, 5° 44′ 19″ est                 | « PA00079240 »                                   | Inscrit                                          | 1942                                             | Maison Baudebanc, perron et descente de cave                   |
| Maison Joly-Catel                                                | Serqueux                                          | 1 rue Fourgueneau                                                        | 47° 59′ 30″ nord, 5° 44′ 13″ est                 | « PA00079241 »                                   | Inscrit                                          | 1942                                             | Maison Joly-Catel                                              |
| Pont gallo-romain                                                | Sommerécourt Également sur Outremécourt           |                                                                          | 48° 12′ 47″ nord, 5° 39′ 59″ est                 | « PA00079242 »                                   | Classé                                           | 1932                                             | Image manquante Téléverser                                     |
| Église Notre-Dame de Sommevoire                                  | Sommevoire                                        |                                                                          | 48° 24′ 42″ nord, 4° 50′ 28″ est                 | « PA00079243 »                                   | Classé                                           | 1909                                             | Église Notre-Dame de Sommevoire                                |
| Église Saint-Pierre de Sommevoire                                | Sommevoire                                        |                                                                          | 48° 24′ 38″ nord, 4° 50′ 24″ est                 | « PA00079244 »                                   | Inscrit                                          | 1971                                             | Image manquante Téléverser                                     |
| Maison échauguette                                               | Sommevoire                                        | Grande Rue                                                               | 48° 24′ 39″ nord, 4° 50′ 32″ est                 | « PA00079245 »                                   | Inscrit                                          | 1939                                             | Image manquante Téléverser                                     |
| La Mothe-en-Bassigny                                             | Soulaucourt-sur-Mouzon Également sur Outremécourt | La Mothe                                                                 | 48° 07′ 27″ nord, 5° 25′ 05″ est                 | « PA00079246 »                                   | Classé classé                                    | 1923 2001                                        | La Mothe-en-Bassigny                                           |
| Église de la Sainte-Croix de Suzannecourt                        | Suzannecourt                                      |                                                                          | 48° 26′ 42″ nord, 5° 10′ 13″ est                 | « PA00079247 »                                   | Inscrit                                          | 1925                                             | Église de la Sainte-Croix de Suzannecourt                      |
| Château de Brouthières                                           | Thonnance-les-Moulins                             |                                                                          | 48° 24′ 19″ nord, 5° 19′ 38″ est                 | « PA00079253 »                                   | Inscrit                                          | 1988                                             | Image manquante Téléverser                                     |
| Église Saint-Èvre de Thonnance-les-Moulins                       | Thonnance-les-Moulins                             | Le Village                                                               | 48° 24′ 38″ nord, 5° 17′ 33″ est                 | « PA00079254 »                                   | Classé                                           | 1965                                             | Image manquante Téléverser                                     |
| Château de Tremilly                                              | Trémilly                                          |                                                                          | 48° 21′ 53″ nord, 4° 47′ 01″ est                 | « PA00079164 »                                   | Inscrit                                          | 1975                                             | Château de Tremilly                                            |
| Église Saint-Martin de Trémilly                                  | Trémilly                                          |                                                                          | 48° 21′ 58″ nord, 4° 46′ 59″ est                 | « PA00079166 »                                   | Classé                                           | 1909                                             | Église Saint-Martin de Trémilly                                |
| Château de Chatoillenot                                          | Le Val-d'Esnoms                                   | Rue du Lavoir Chatoillenot                                               | 47° 40′ 58″ nord, 5° 14′ 53″ est                 | « PA00079256 »                                   | Inscrit                                          | 1988                                             | Image manquante Téléverser                                     |
| Croix du chemin de Bassancourt                                   | Val-de-Meuse                                      | Chemin de Bassancourt                                                    | 48° 03′ 15″ nord, 5° 32′ 42″ est                 | « PA00079133 »                                   | Inscrit                                          | 1929                                             | Image manquante Téléverser                                     |
| Église Saint-Brice de Lénizeul                                   | Val-de-Meuse                                      |                                                                          | 48° 03′ 13″ nord, 5° 32′ 43″ est                 | « PA00079134 »                                   | Inscrit                                          | 1929                                             | Église Saint-Brice de Lénizeul                                 |
| Église Sainte-Marie-Madeleine de Montigny-le-Roi                 | Val-de-Meuse                                      |                                                                          | 47° 59′ 55″ nord, 5° 29′ 48″ est                 | « PA00079255 »                                   | Inscrit                                          | 1925                                             | Image manquante Téléverser                                     |
| Église Saint-Èvre de Provenchères-sur-Meuse                      | Val-de-Meuse                                      |                                                                          | 48° 00′ 35″ nord, 5° 31′ 46″ est                 | « PA00079193 »                                   | Inscrit                                          | 1925                                             | Image manquante Téléverser                                     |
| Église Notre-Dame-de-l'Assomption de Villemervry                 | Vals-des-Tilles (Villemervry)                     |                                                                          | 47° 40′ 45″ nord, 5° 03′ 56″ est                 | « PA00079258 »                                   | Inscrit                                          | 1929                                             | Image manquante Téléverser                                     |
| Église Saint-Pierre-Saint-Paul de Musseau                        | Vals-des-Tilles (Musseau)                         |                                                                          | 47° 42′ 25″ nord, 5° 06′ 42″ est                 | « PA00079257 »                                   | Inscrit                                          | 1929                                             | Image manquante Téléverser                                     |
| Chapelle Saint-Gengoulph de Varennes-sur-Amance                  | Varennes-sur-Amance                               |                                                                          | 47° 53′ 42″ nord, 5° 37′ 08″ est                 | « PA00079248 »                                   | Inscrit                                          | 1972                                             | Chapelle Saint-Gengoulph de Varennes-sur-Amance                |
| Église Saint-Gengoulf de Varennes-sur-Amance                     | Varennes-sur-Amance                               |                                                                          | 47° 53′ 46″ nord, 5° 37′ 16″ est                 | « PA00079250 »                                   | Inscrit                                          | 1925                                             | Église Saint-Gengoulf de Varennes-sur-Amance                   |
| Hôtel de ville de Varennes-sur-Amance                            | Varennes-sur-Amance                               |                                                                          | 47° 53′ 45″ nord, 5° 37′ 16″ est                 | « PA00079251 »                                   | Inscrit                                          | 1925                                             | Hôtel de ville de Varennes-sur-Amance                          |
| Maison                                                           | Varennes-sur-Amance                               |                                                                          | à géolocaliser                                   | « PA00079252 »                                   | Inscrit                                          | 1926                                             | Image manquante Téléverser                                     |
| Église Saint-Symphorien d'Aubigny                                | Vaux-sous-Aubigny                                 |                                                                          | 47° 39′ 47″ nord, 5° 17′ 06″ est                 | « PA00079259 »                                   | Classé                                           | 1914                                             | Église Saint-Symphorien d'Aubigny                              |
| Château du Val-des-Escholiers Portail                            | Verbiesles                                        |                                                                          | 48° 04′ 47″ nord, 5° 09′ 59″ est                 | « PA00079260 »                                   | Inscrit                                          | 1926                                             | Image manquante Téléverser                                     |
| Pont de Verbiesles                                               | Verbiesles                                        | D 328                                                                    | 48° 04′ 10″ nord, 5° 10′ 51″ est                 | « PA52000012 »                                   | Inscrit                                          | 1996                                             | Image manquante Téléverser                                     |
| Croix de cimetière de Verseilles-le-Bas                          | Verseilles-le-Bas                                 |                                                                          | 47° 45′ 50″ nord, 5° 17′ 30″ est                 | « PA00079261 »                                   | Inscrit                                          | 1925                                             | Croix de cimetière de Verseilles-le-Bas                        |
| Croix de cimetière de Verseilles-le-Haut                         | Verseilles-le-Haut                                |                                                                          | 47° 46′ 12″ nord, 5° 17′ 53″ est                 | « PA00079263 »                                   | Inscrit                                          | 1925                                             | Croix de cimetière de Verseilles-le-Haut                       |
| Croix du point de vue                                            | Verseilles-le-Haut                                |                                                                          | 47° 46′ 13″ nord, 5° 17′ 58″ est                 | « PA00079262 »                                   | Inscrit                                          | 1925                                             | Image manquante Téléverser                                     |
| Croix de cimetière de Vesvres-sous-Chalancey                     | Vesvres-sous-Chalancey                            |                                                                          | 47° 41′ 35″ nord, 5° 10′ 13″ est                 | « PA00079265 »                                   | Inscrit                                          | 1972                                             | Image manquante Téléverser                                     |
| Croix de Vesvres-sous-Chalancey                                  | Vesvres-sous-Chalancey                            | D 296                                                                    | 47° 45′ 07″ nord, 5° 17′ 21″ est                 | « PA00079264 »                                   | Classé                                           | 1973                                             | Image manquante Téléverser                                     |
| Château de Vignory                                               | Vignory                                           |                                                                          | 48° 16′ 37″ nord, 5° 06′ 03″ est                 | « PA00079266 »                                   | Classé Inscrit                                   | 1989 2022                                        | Château de Vignory                                             |
| Croix de cimetière de Vignory                                    | Vignory                                           |                                                                          | 48° 16′ 34″ nord, 5° 06′ 32″ est                 | « PA00079267 »                                   | Classé                                           | 1903                                             | Croix de cimetière de Vignory                                  |
| Église Saint-Étienne de Vignory                                  | Vignory                                           |                                                                          | 48° 16′ 40″ nord, 5° 06′ 17″ est                 | « PA00079268 »                                   | Classé                                           | 1846                                             | Église Saint-Étienne de Vignory                                |
| Château de Villars-en-Azois                                      | Villars-en-Azois                                  |                                                                          | 48° 04′ 03″ nord, 4° 44′ 46″ est                 | « PA00079269 »                                   | Inscrit                                          | 1988                                             | Château de Villars-en-Azois                                    |
| Église Notre-Dame-de-l'Assomption de Villars-Montroyer           | Villars-Santenoge                                 |                                                                          | 47° 45′ 03″ nord, 4° 58′ 40″ est                 | « PA00079271 »                                   | Inscrit                                          | 1925                                             | Image manquante Téléverser                                     |
| Église Notre-Dame-de-la-Nativité de Santenoge                    | Villars-Santenoge                                 |                                                                          | 47° 44′ 22″ nord, 4° 59′ 28″ est                 | « PA00079270 »                                   | Inscrit                                          | 1925                                             | Église Notre-Dame-de-la-Nativité de Santenoge                  |
| Ferme de Villars-Santenoge                                       | Villars-Santenoge                                 |                                                                          | à géolocaliser                                   | « PA00079272 »                                   | Inscrit                                          | 1925                                             | Image manquante Téléverser                                     |
| Château de Piepape                                               | Villegusien-le-Lac                                |                                                                          | 47° 43′ 16″ nord, 5° 19′ 27″ est                 | « PA00079273 »                                   | Inscrit                                          | 1971                                             | Image manquante Téléverser                                     |
| Château de Prangey                                               | Villegusien-le-Lac                                |                                                                          | 47° 44′ 22″ nord, 5° 16′ 49″ est                 | « PA00079274 »                                   | Inscrit                                          | 1987                                             | Image manquante Téléverser                                     |
| Croix de cimetière de Villegusien-le-Lac                         | Villegusien-le-Lac                                | Cimetière de Prangey                                                     | 47° 44′ 24″ nord, 5° 16′ 52″ est                 | « PA00079276 »                                   | Inscrit                                          | 1926                                             | Image manquante Téléverser                                     |
| Croix de Villegusien-le-Lac                                      | Villegusien-le-Lac                                | Entrée nord-est de Vesvres-sous-Prangey                                  | 47° 45′ 07″ nord, 5° 17′ 20″ est                 | « PA00079275 »                                   | Inscrit                                          | 1926                                             | Image manquante Téléverser                                     |
| Église Saint-Remi de Villiers-en-Lieu                            | Villiers-en-Lieu                                  |                                                                          | 48° 39′ 59″ nord, 4° 54′ 02″ est                 | « PA00079277 »                                   | Inscrit                                          | 1925                                             | Image manquante Téléverser                                     |
| Église Saint-Savinien de Villiers-le-Sec                         | Villiers-le-Sec                                   |                                                                          | 48° 06′ 35″ nord, 5° 04′ 04″ est                 | « PA00079278 »                                   | Inscrit                                          | 1928                                             | Image manquante Téléverser                                     |
| Église Saint-Martin de Vitry-en-Montagne                         | Vitry-en-Montagne                                 |                                                                          | 47° 49′ 32″ nord, 5° 05′ 21″ est                 | « PA00079279 »                                   | Inscrit                                          | 1929                                             | Église Saint-Martin de Vitry-en-Montagne                       |
| Presbytère du Vitry-en-Montagne                                  | Vitry-en-Montagne                                 |                                                                          | 47° 49′ 30″ nord, 5° 05′ 21″ est                 | « PA00079280 »                                   | Inscrit                                          | 1929                                             | Image manquante Téléverser                                     |
| Dolmen de la Pierre-Alot                                         | Vitry-lès-Nogent                                  |                                                                          | 47° 59′ 43″ nord, 5° 19′ 55″ est                 | « PA00079281 »                                   | Classé                                           | 1889                                             | Dolmen de la Pierre-Alot                                       |
| Croix de Vivey                                                   | Vivey                                             | Chevet de l'église                                                       | 47° 44′ 03″ nord, 5° 04′ 00″ est                 | « PA00079282 »                                   | Inscrit                                          | 1926                                             | Image manquante Téléverser                                     |
| Église Saint-Luc de Voillecomte                                  | Voillecomte                                       |                                                                          | 48° 30′ 17″ nord, 4° 52′ 10″ est                 | « PA00079283 »                                   | Classé                                           | 1906                                             | Église Saint-Luc de Voillecomte                                |
| Croix de Vaux-la-Douce                                           | Voisey                                            | En face de l'église de Vaux-la-Douce                                     | 47° 51′ 41″ nord, 5° 44′ 16″ est                 | « PA00079285 »                                   | Inscrit                                          | 1927                                             | Image manquante Téléverser                                     |
| Croix de Voisey                                                  | Voisey                                            | Sur la façade de l'église                                                | 47° 53′ 06″ nord, 5° 46′ 51″ est                 | « PA00079284 »                                   | Inscrit                                          | 1925                                             | Image manquante Téléverser                                     |
| Église Notre-Dame-de-la-Nativité de Voisey                       | Voisey                                            |                                                                          | 47° 53′ 06″ nord, 5° 46′ 52″ est                 | « PA00079286 »                                   | Classé                                           | 1943                                             | Image manquante Téléverser                                     |
| Église Notre-Dame-de-la-Nativité de Voisines                     | Voisines                                          |                                                                          | 47° 51′ 35″ nord, 5° 11′ 00″ est                 | « PA00079287 »                                   | Inscrit                                          | 1925                                             | Église Notre-Dame-de-la-Nativité de Voisines                   |
| Pont de Voisines                                                 | Voisines                                          |                                                                          | 47° 51′ 34″ nord, 5° 11′ 04″ est                 | « PA52000013 »                                   | Inscrit                                          | 1996                                             | Image manquante Téléverser                                     |
| Église Saint-Médard de Vroncourt-la-Côte                         | Vroncourt-la-Côte                                 |                                                                          | 48° 08′ 52″ nord, 5° 30′ 35″ est                 | « PA00079288 »                                   | Inscrit                                          | 1929                                             | Image manquante Téléverser                                     |
| Croix de la Périère                                              | Wassy                                             |                                                                          | 48° 29′ 42″ nord, 4° 57′ 13″ est                 | « PA00079289 »                                   | Classé                                           | 1903                                             | Image manquante Téléverser                                     |
| Église Notre-Dame de Wassy                                       | Wassy                                             |                                                                          | 48° 30′ 00″ nord, 4° 56′ 57″ est                 | « PA00079290 »                                   | Classé                                           | 1875                                             | Église Notre-Dame de Wassy                                     |
| Tour du Dôme                                                     | Wassy                                             |                                                                          | 48° 29′ 57″ nord, 4° 56′ 50″ est                 | « PA00079291 »                                   | Inscrit                                          | 1933                                             | Tour du Dôme                                                   |

## Anciens monuments historiques
| Monument                                   | Commune             | Adresse               | Coordonnées                      | Notice         | Protection                            | Date | Illustration                               |
| ------------------------------------------ | ------------------- | --------------------- | -------------------------------- | -------------- | ------------------------------------- | ---- | ------------------------------------------ |
| Chapelle Saint-Berchaire de Montier-en-Der | Montier-en-Der      | Chemin de la Bouverie | 48° 28′ 10″ nord, 4° 46′ 43″ est | « PA00079152 » | Radié par arrêté du 1er août 2003     | 1947 | Chapelle Saint-Berchaire de Montier-en-Der |
| Maison Faivre                              | Neuvelle-lès-Voisey | .                     | à géolocaliser                   | « PA00079160 » | Radié par arrêté du 12 septembre 2003 | 1939 | Maison Faivre                              |